# Mănăstirea Bârsana
Actuala Mănăstirea Bârsana este un așezământ monahal ortodox (de maici) situat în comuna Bârsana, județul Maramureș, din România Purtând hramul „Soborul Sfinților celor 12 Apostoli” mănăstirea este situată la 22 de km sud-est de municipiul Sighetul Marmației, la ieșirea din satul Bârsana, spre podul Slătioarei, unde spațiile dumbrăvilor largi ale Izei se strâmtează, spre localitatea Strămtura.

## Atestări documentare
Primele atestări documentare ce fac referire la o mănăstire în zona Bârsanei ar fi undeva prin 1390. Astfel, într-un document din 21 iulie 1390, referitor la proprietățile familiei voievodale Dragoș, este menționat un drum ce se bifurca, conducând pe un braț în satul Bârsana, iar pe celălalt la o mănăstire. Tot în acest document sunt menționate și Valea Mănăstirii și Dealul Popii.
Într-un act de proprietate, din 6 noiembrie 1405, se menționează un "camp al mănăstirii". Alte mențiuni referitoare la mănăstire sunt descoperite în acte de proprietate ale familiei voievodale Dragoș, între anii 1408-1480, ultimul act făcând referire la Bartolomeu Dragfi, voievod al Transilvaniei.

## Istoricul mănăstirii
Ansamblul monahal de la Bârsana este situat în Maramureșul istoric, pe valea Izei.  În 1993, Preasfințitul Justinian, episcopul ortodox al Maramureșului și Sătmarului a sfințit piatra de temelie a noii biserici a mănăstirii ce se va ridica în acest loc. S-a stabilit ca mănăstirea va avea hramul „Soborul Sfinților celor 12 Apostoli”, astfel că în ziua de miercuri, 30 iunie 1993, s-a prăznuit pentru prima dată hramul lăcașului de cult. Preasfințitul Justinian a prezentat-o atunci pe monahia Filofteia Oltean (venită de la Mănăstirea Râmet), ca viitoare stareță a mănăstirii, iar diaconul Ioan Stoica, hirotonit întru preot cu această ocazie, a fost numit, ca preot slujitor al bisericii mănăstirii. La început, lucrările începute încă din 1993 au fost supravegheate de Părintele Gheorghe Urdă, parohul ortodox din  Bârsana. 

## Construcție
Construcția noului ansamblu mănăstiresc a început in 1993. Ansamblul monahal a fost construit din lemn, după tradiția locală, sub direcția arhitectului Cordoș Dorel. Acesta este compus din: poarta specifică maramureșeană, turnul cu clopotnița, biserica (cu o înălțime de 57 m), altarul de vară, chiliile călugărilor, capela (construită pe mai multe nivele), casa maiștrilor și casa (atelierul) artiștilor. Recent a fost construit Muzeul din incinta așezământului. Ansamblul monahal dispune de condiții de cazare și masă, înglobând multe facilități, atât pentru turiști, cât și pentru pelerinii care vin aici cu ocazia marilor sărbătoril religioase de peste an.
Hramul mare al mănăstirii se oficiază pe data de 30 iunie, în ziua de "Sobor a Sfinților celor 12 Apostoli", protectorii așezământului monahal de la Bârsana.

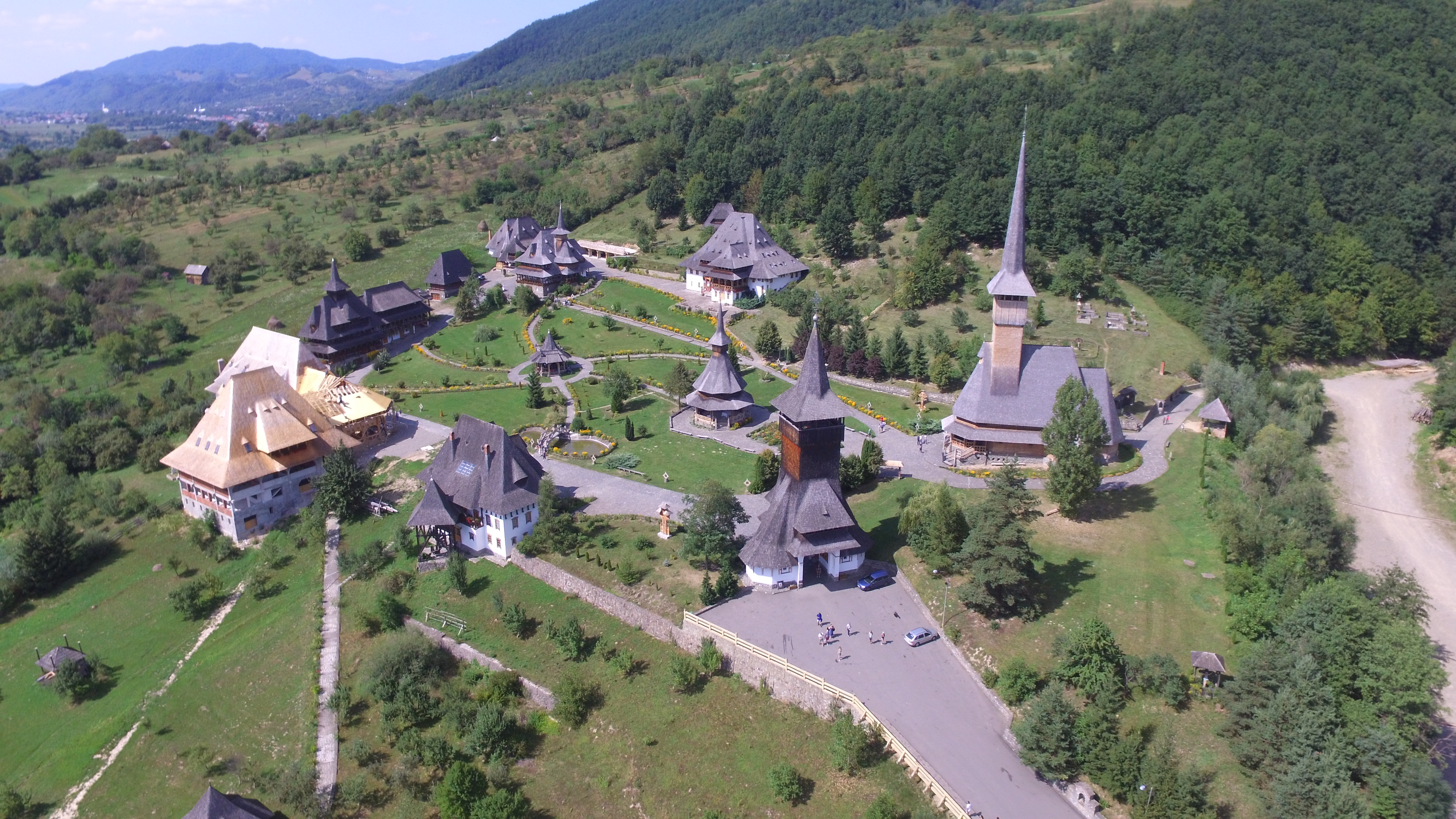
Ansamblul Mănăstirii Bârsana (1), până nu demult cea mai înaltă biserică de lemn din lume (Foto din dronă)
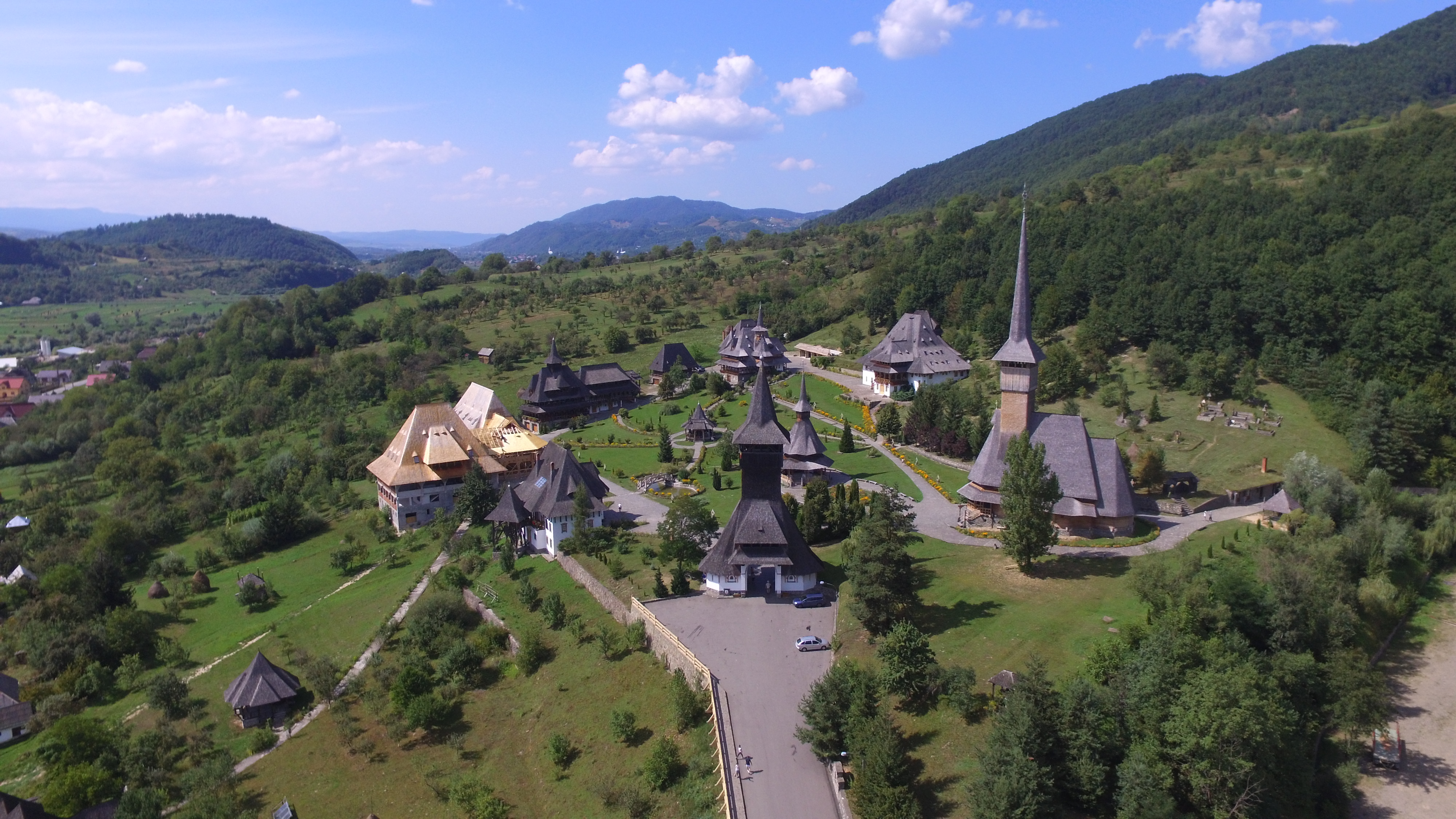
Ansamblul Mănăstirii Bârsana (2) (Foto din dronă)
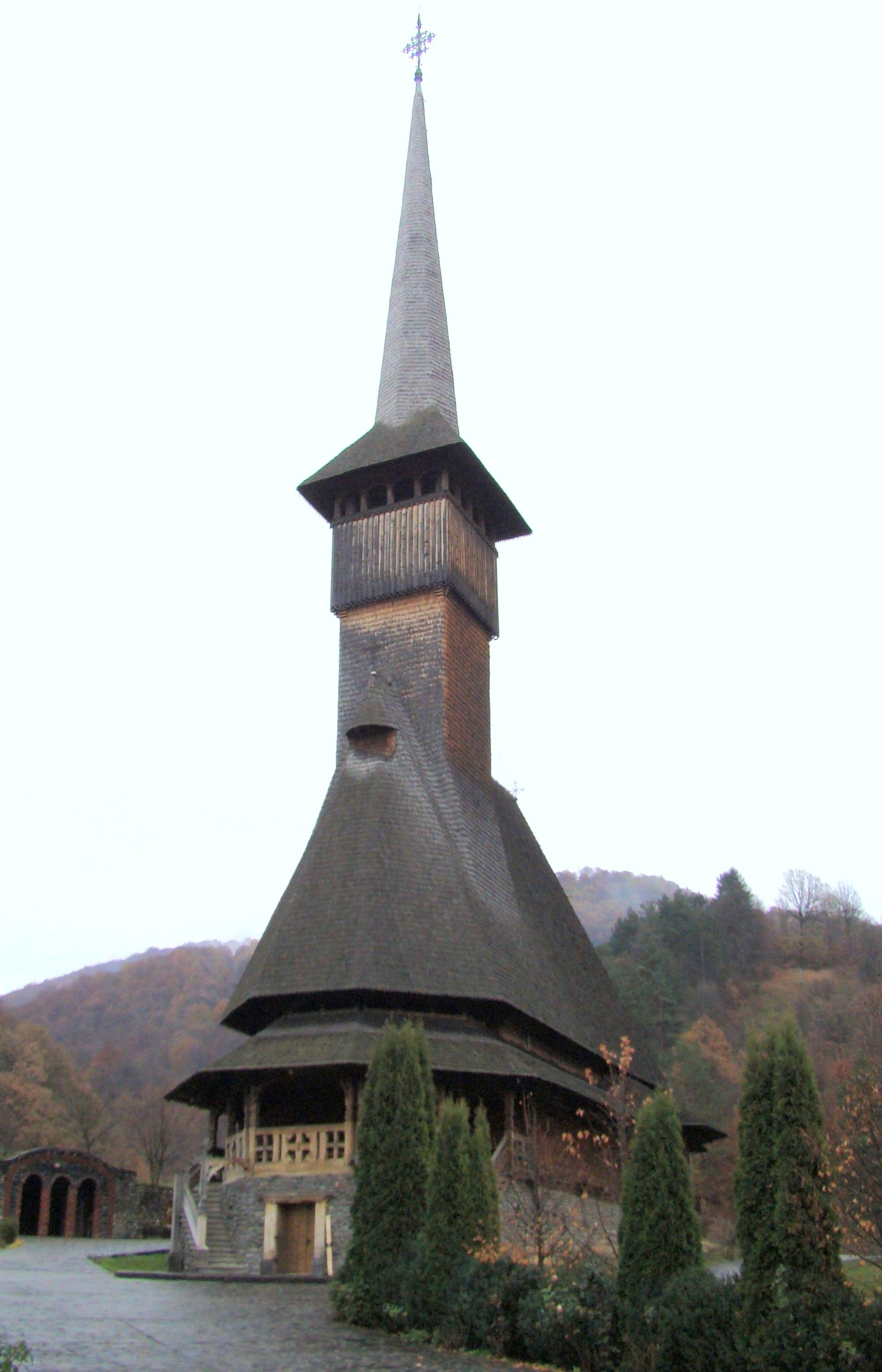
Biserica de lemn a Mănăstirii Bârsana
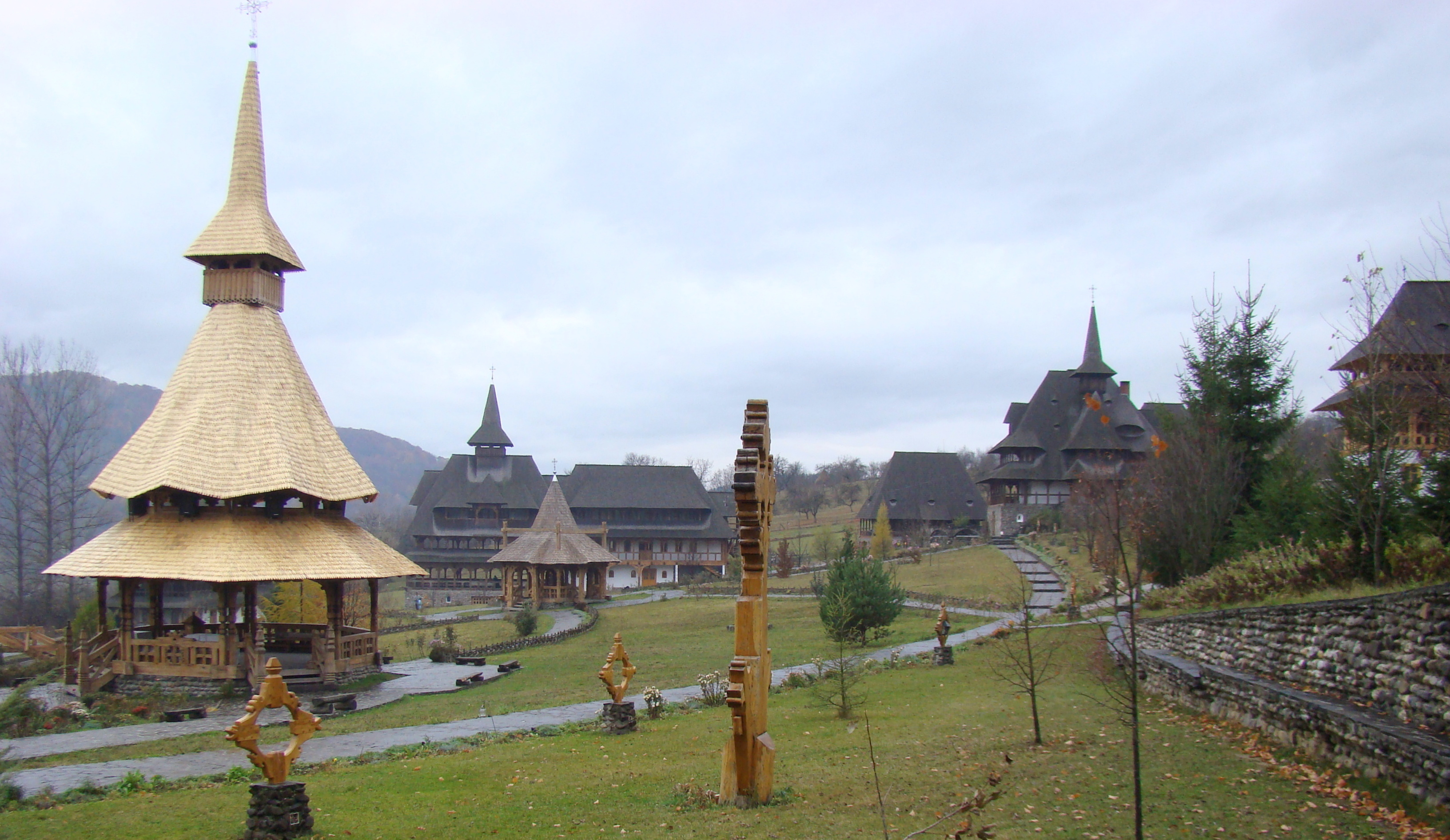
Mănăstirea Bârsana - Altarul de vară

## Galerie de fotografii

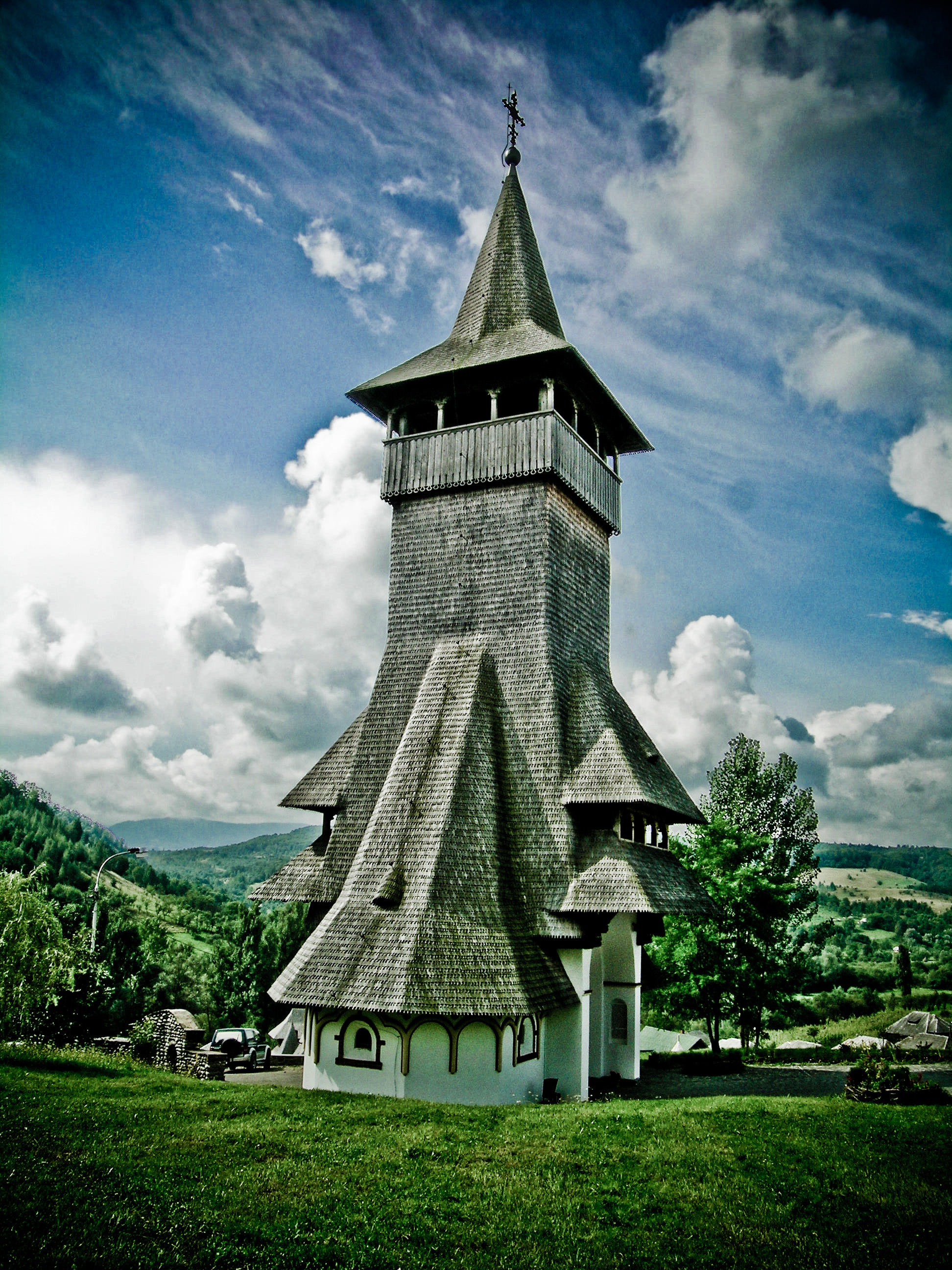
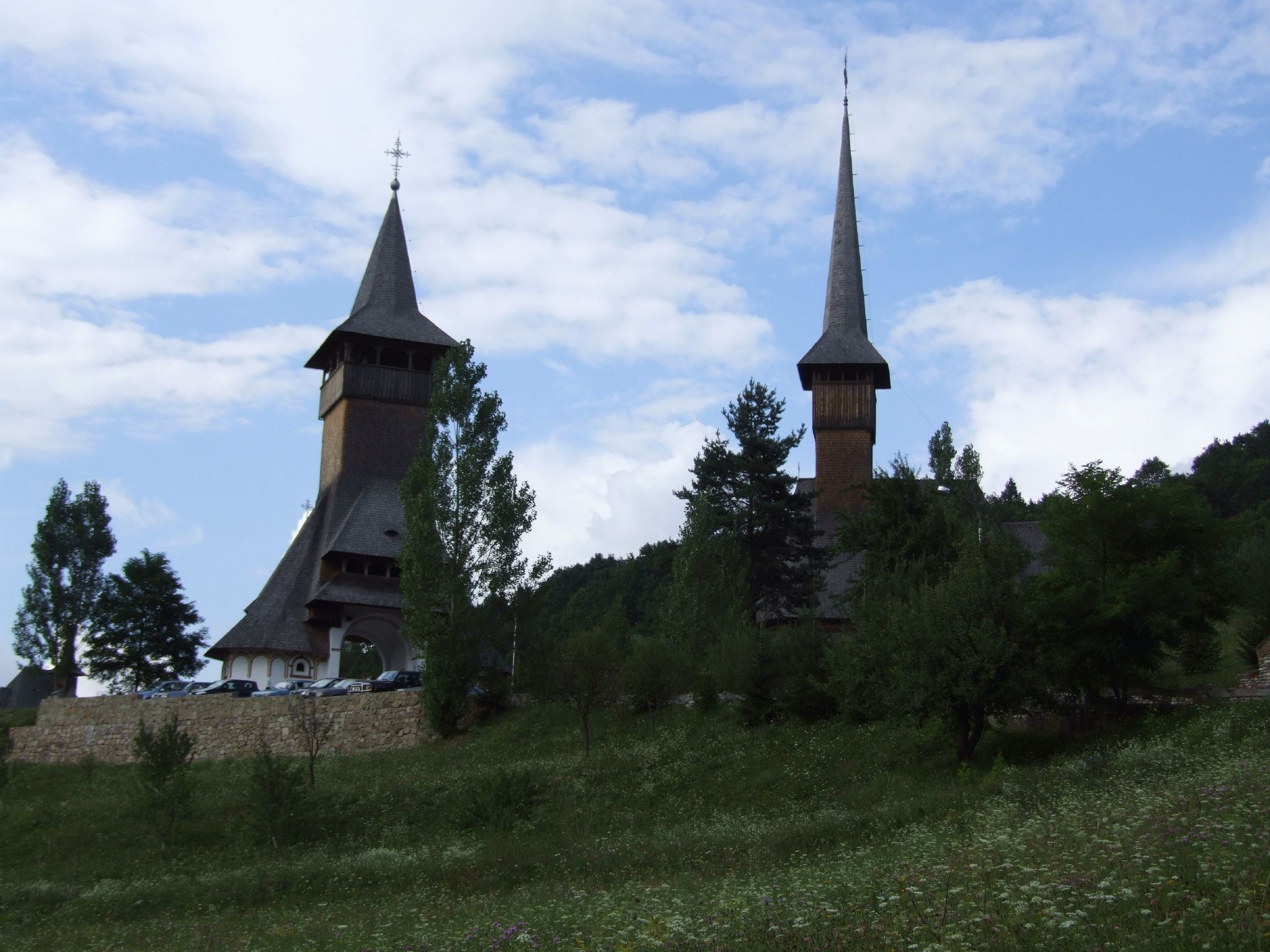
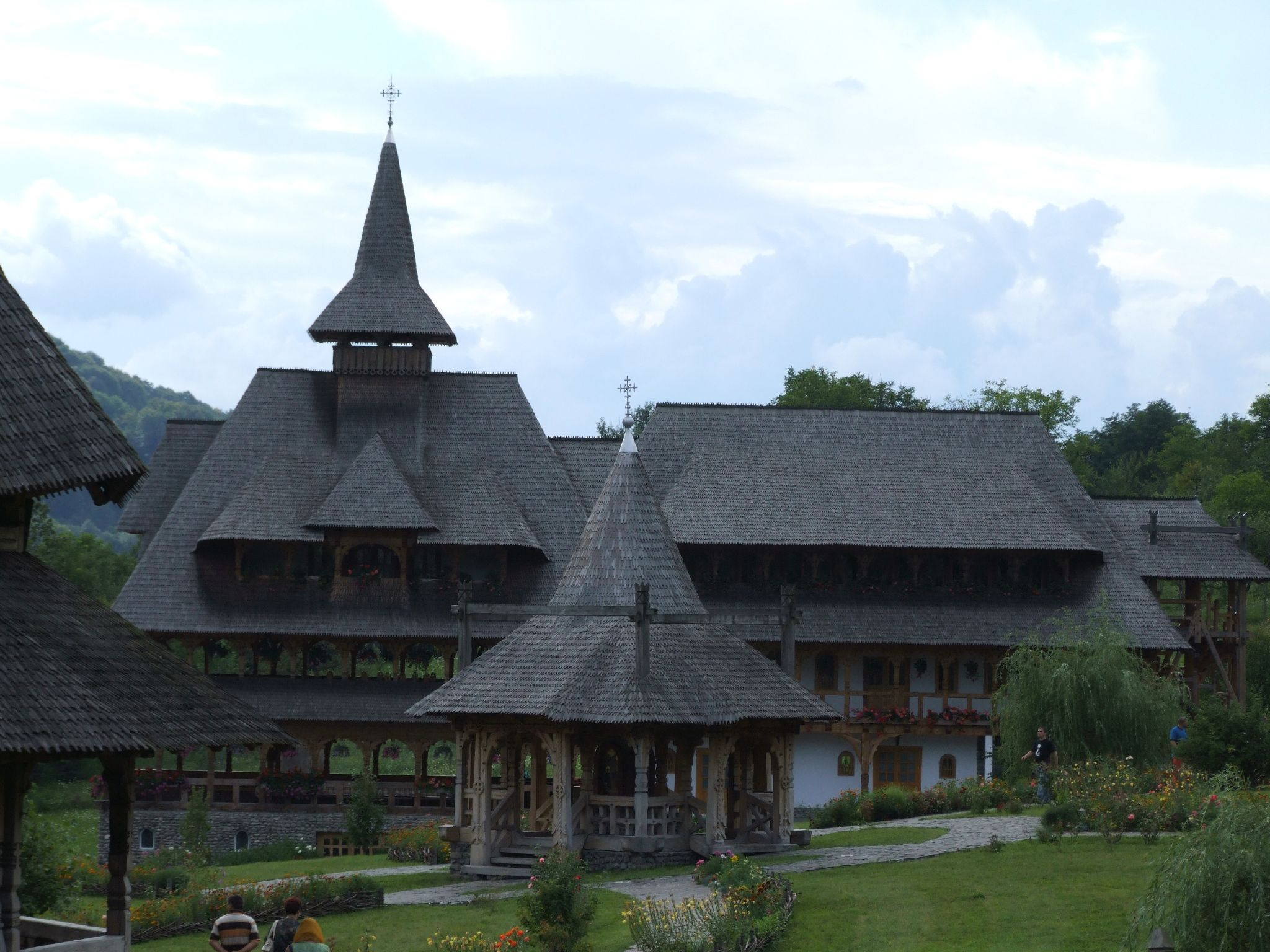
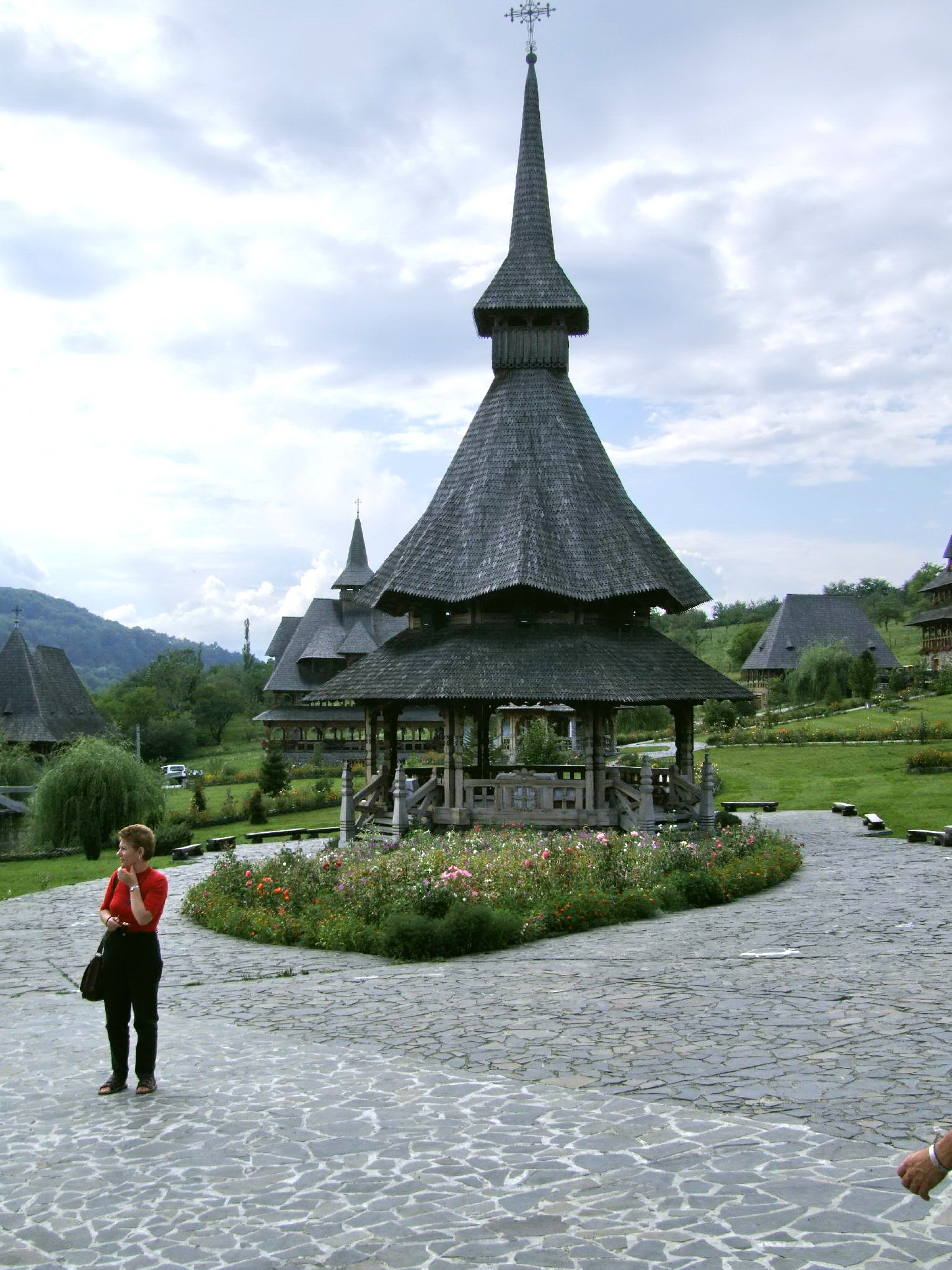
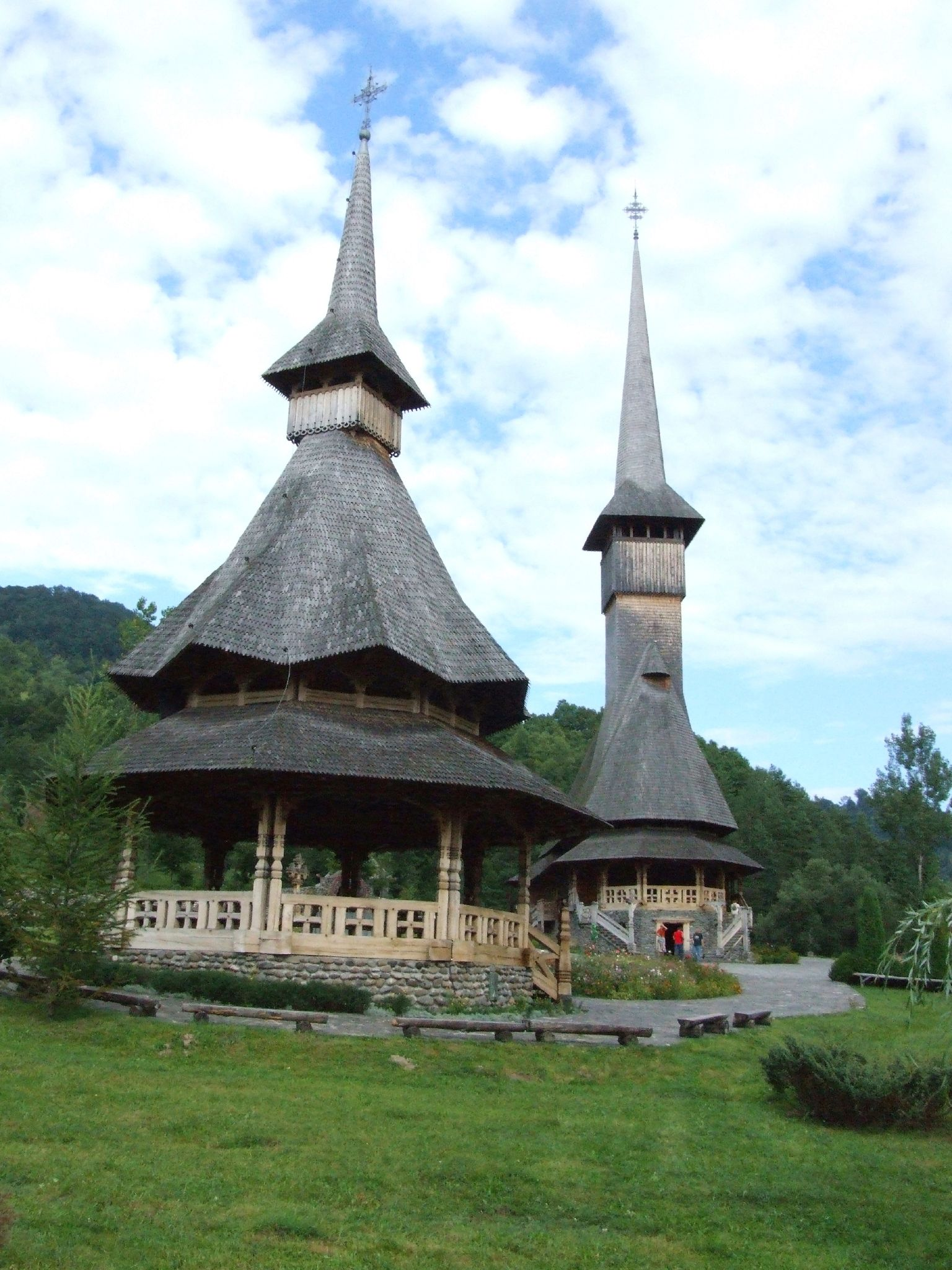
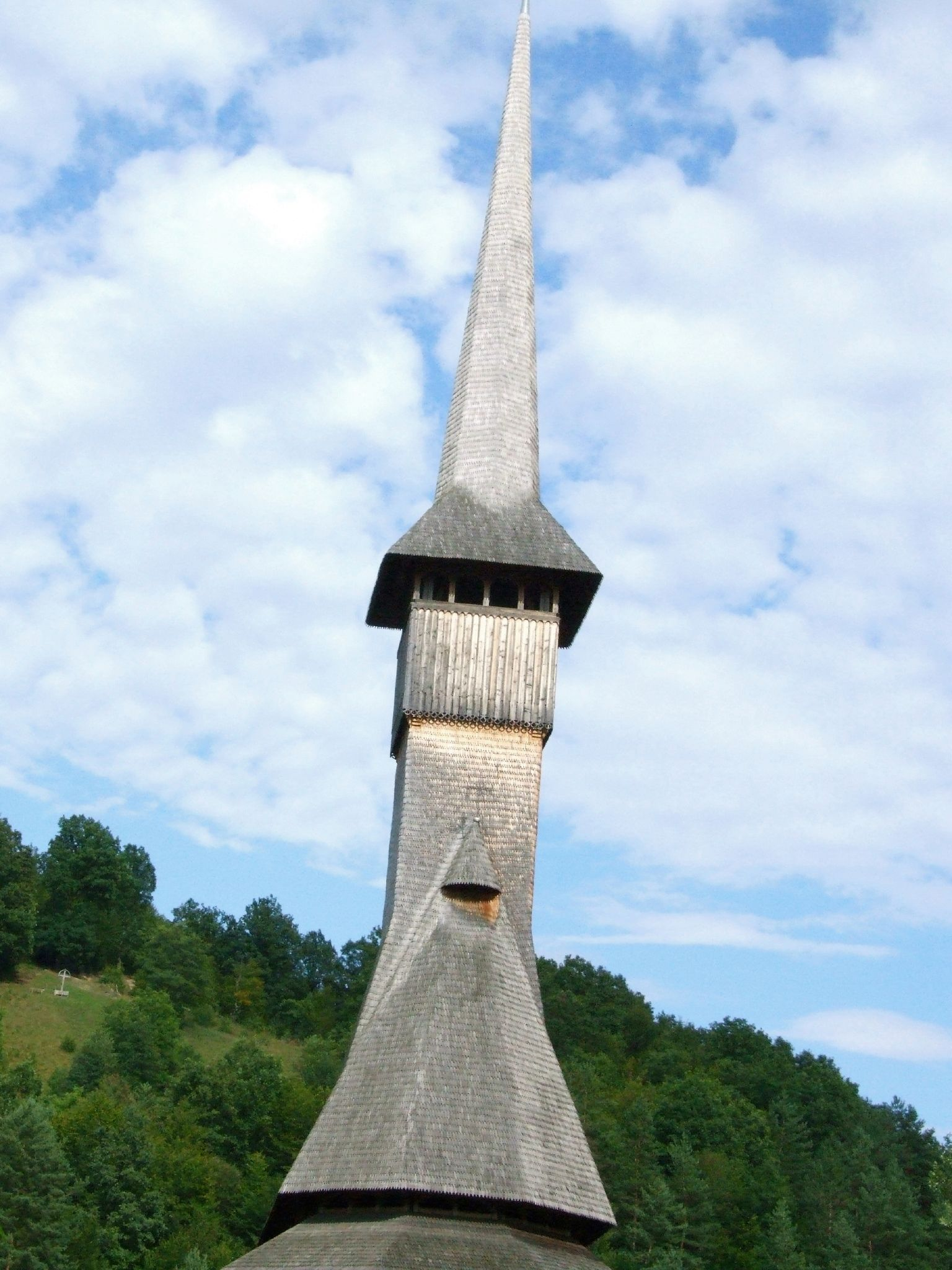

## Mănăstirea „Soborul Sfinților 12 Apostoli” din Bârsana, galerie de imagini din 2009

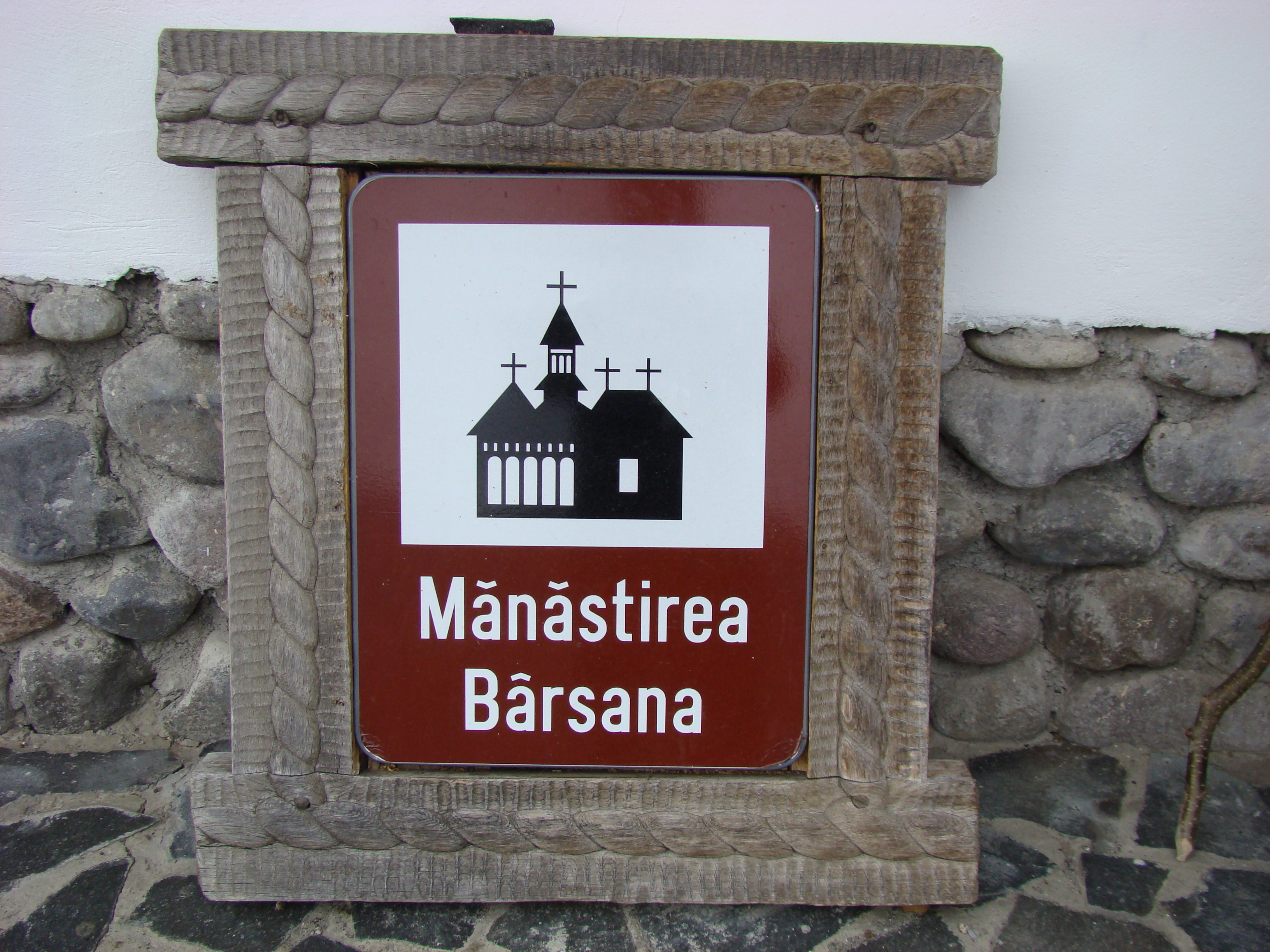
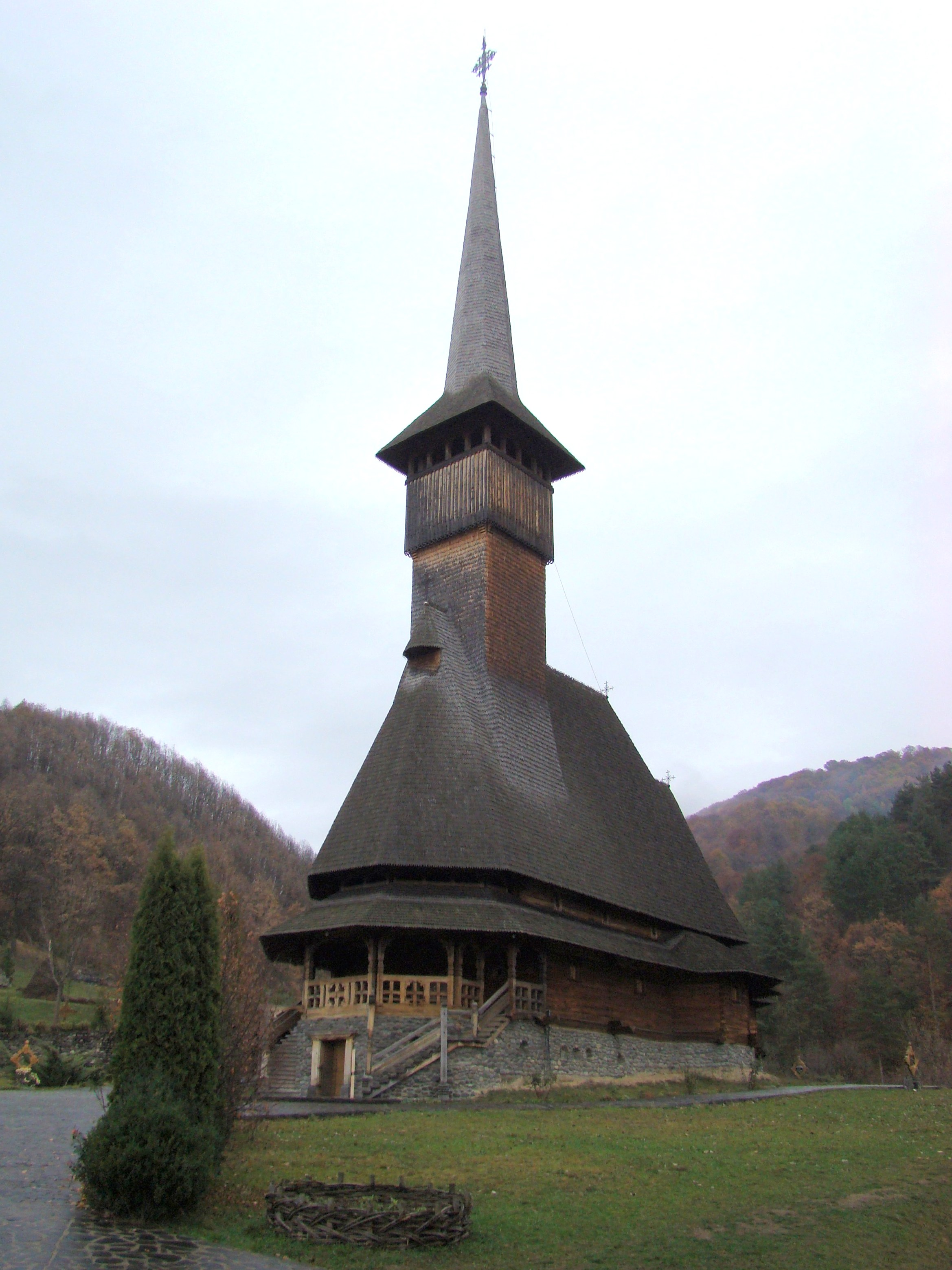
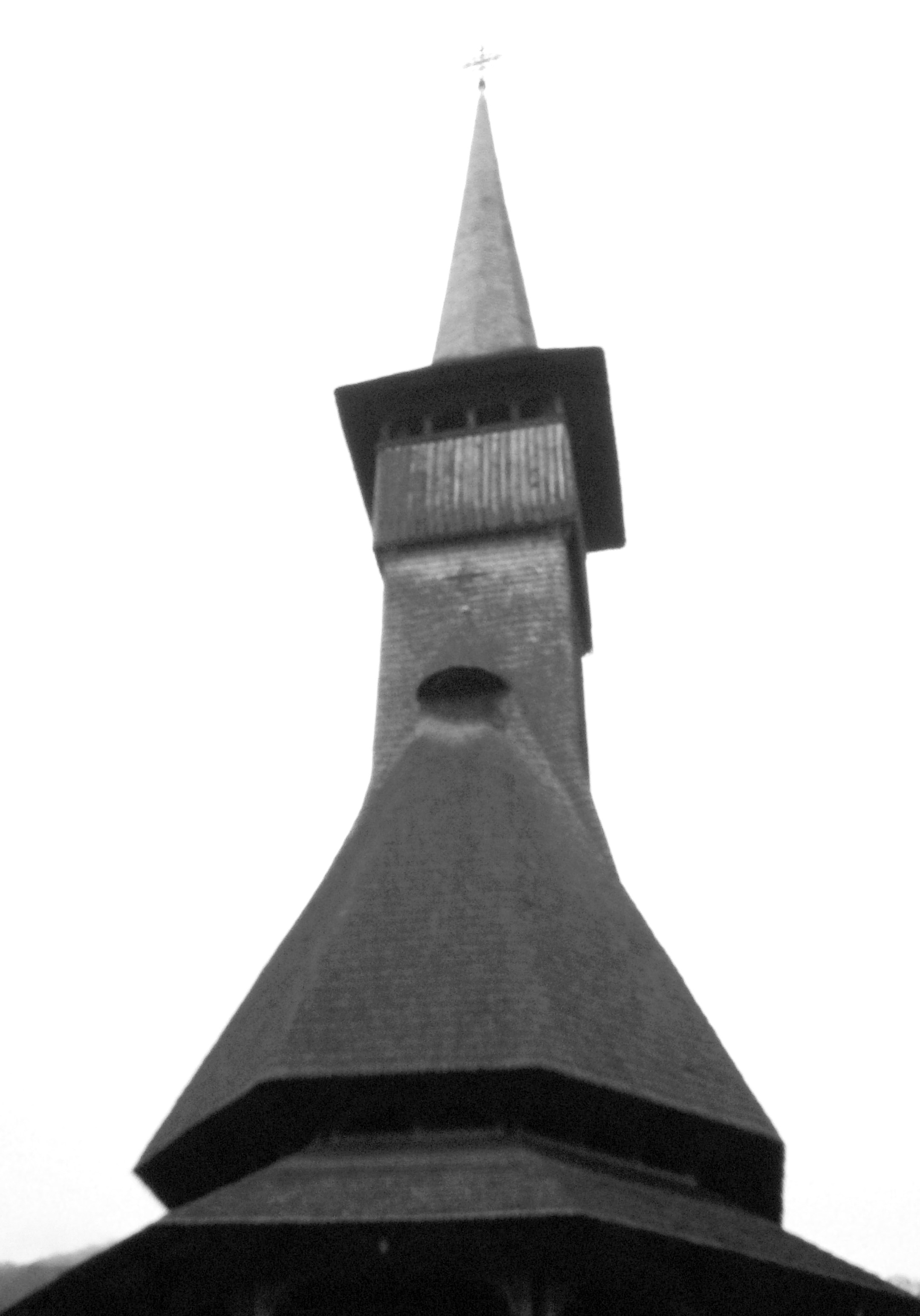
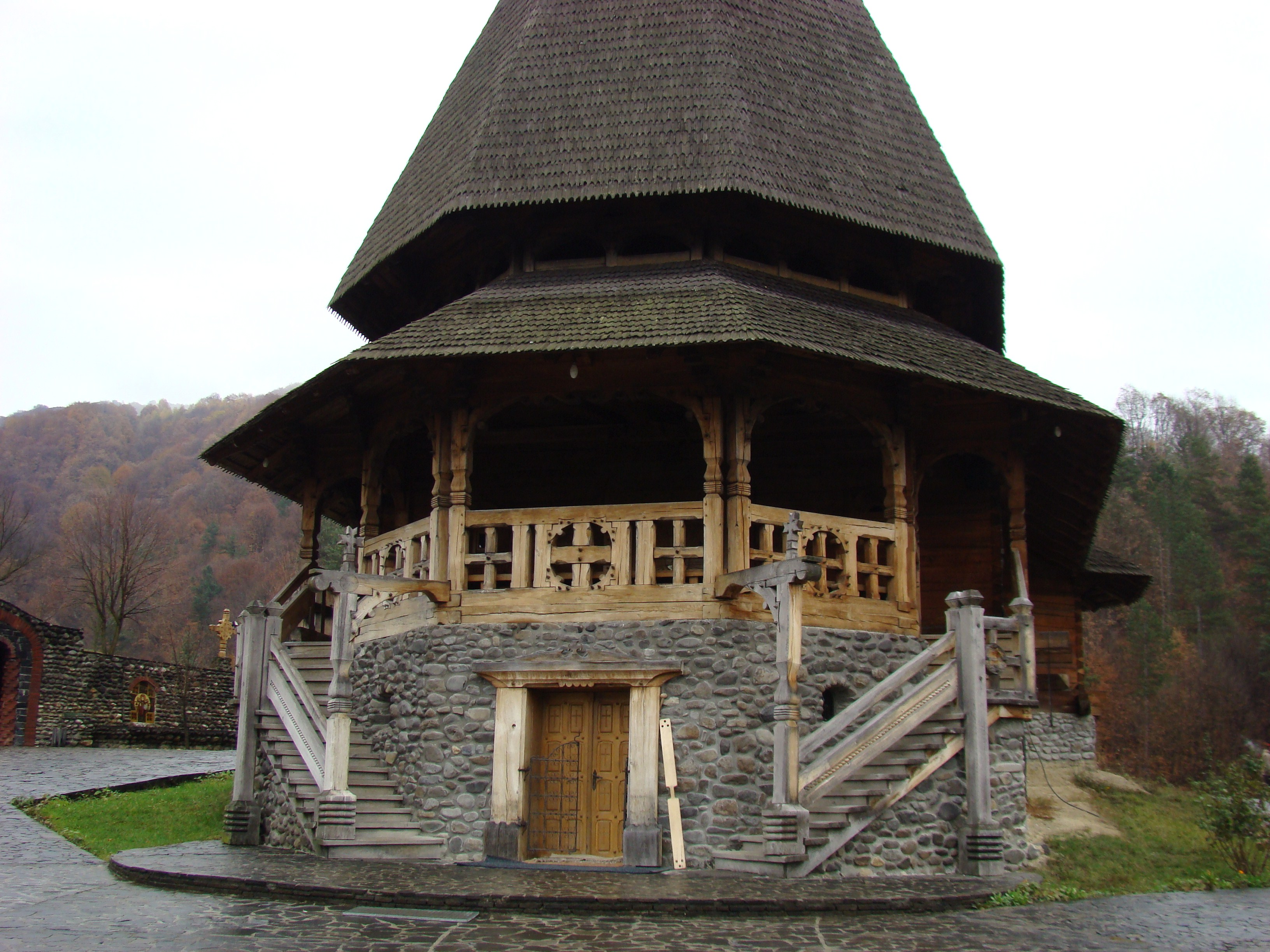
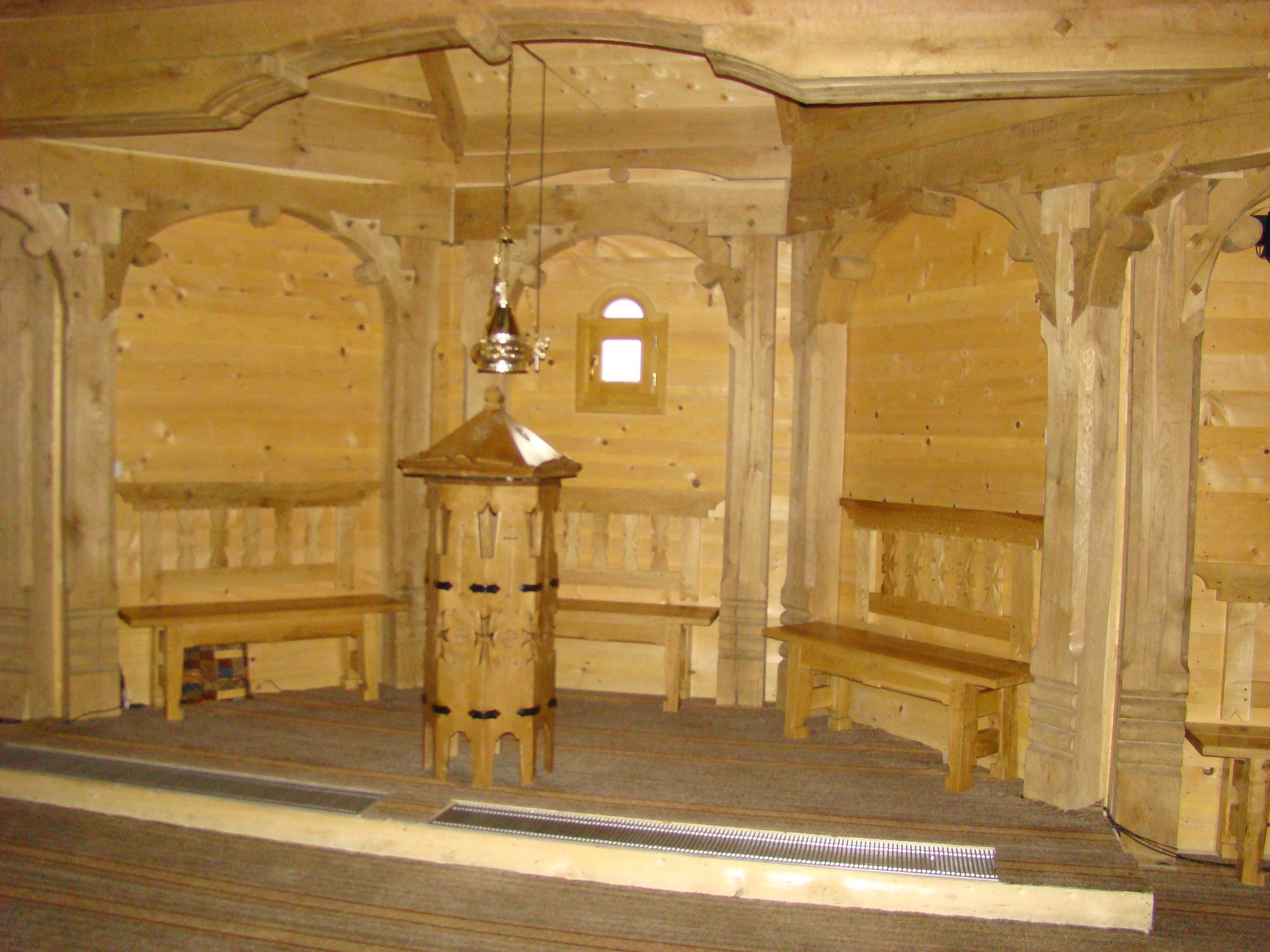
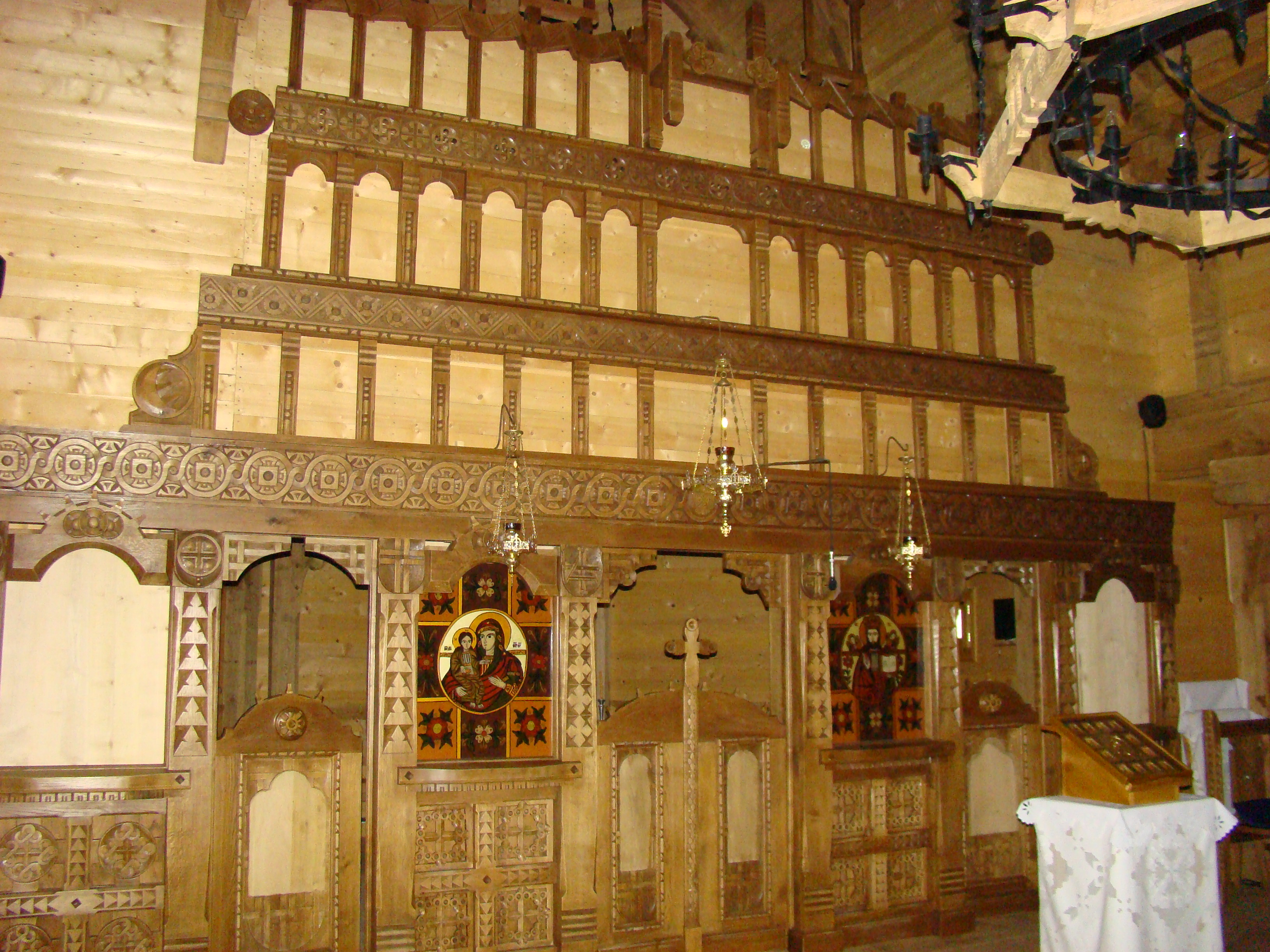
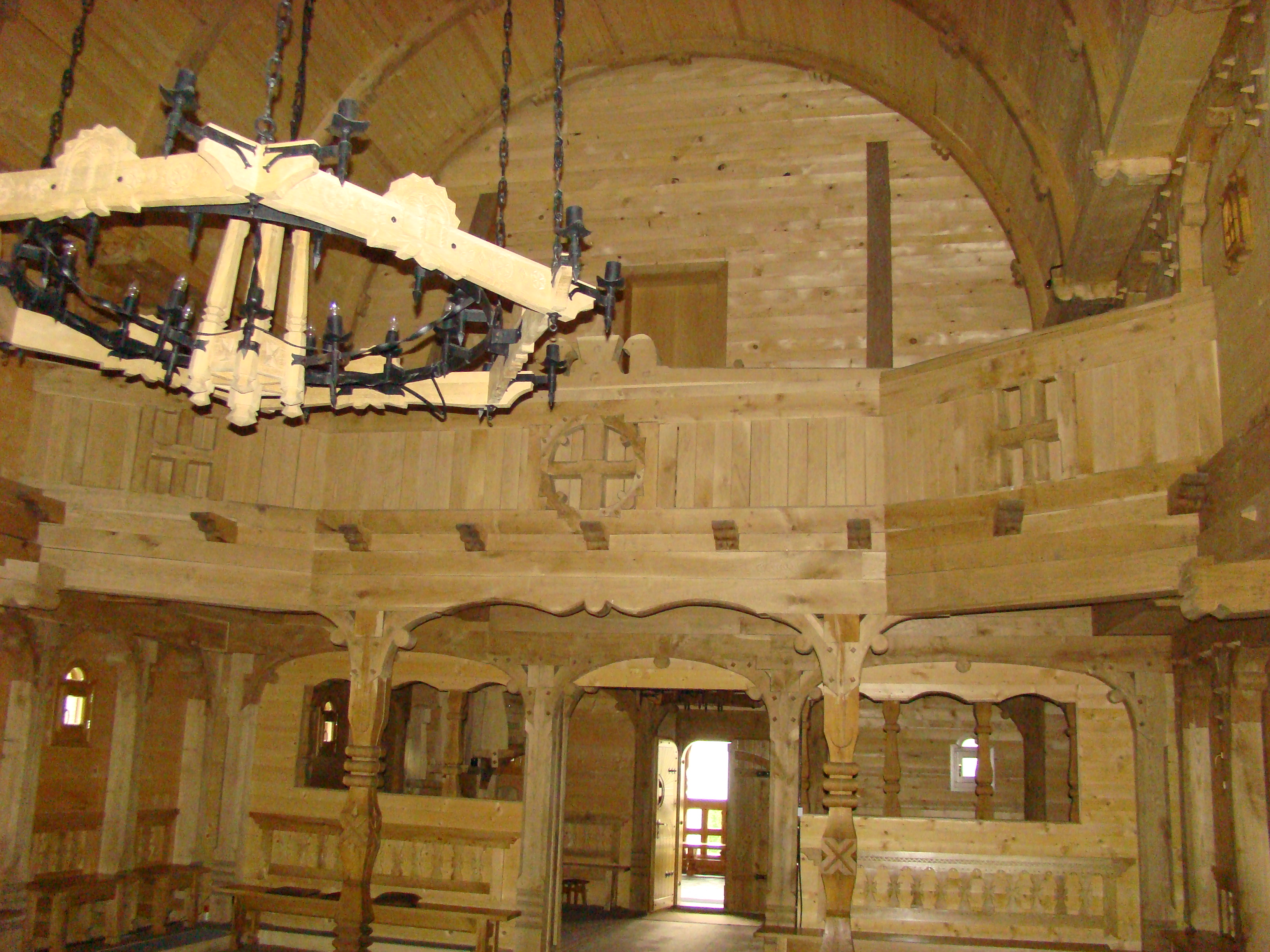
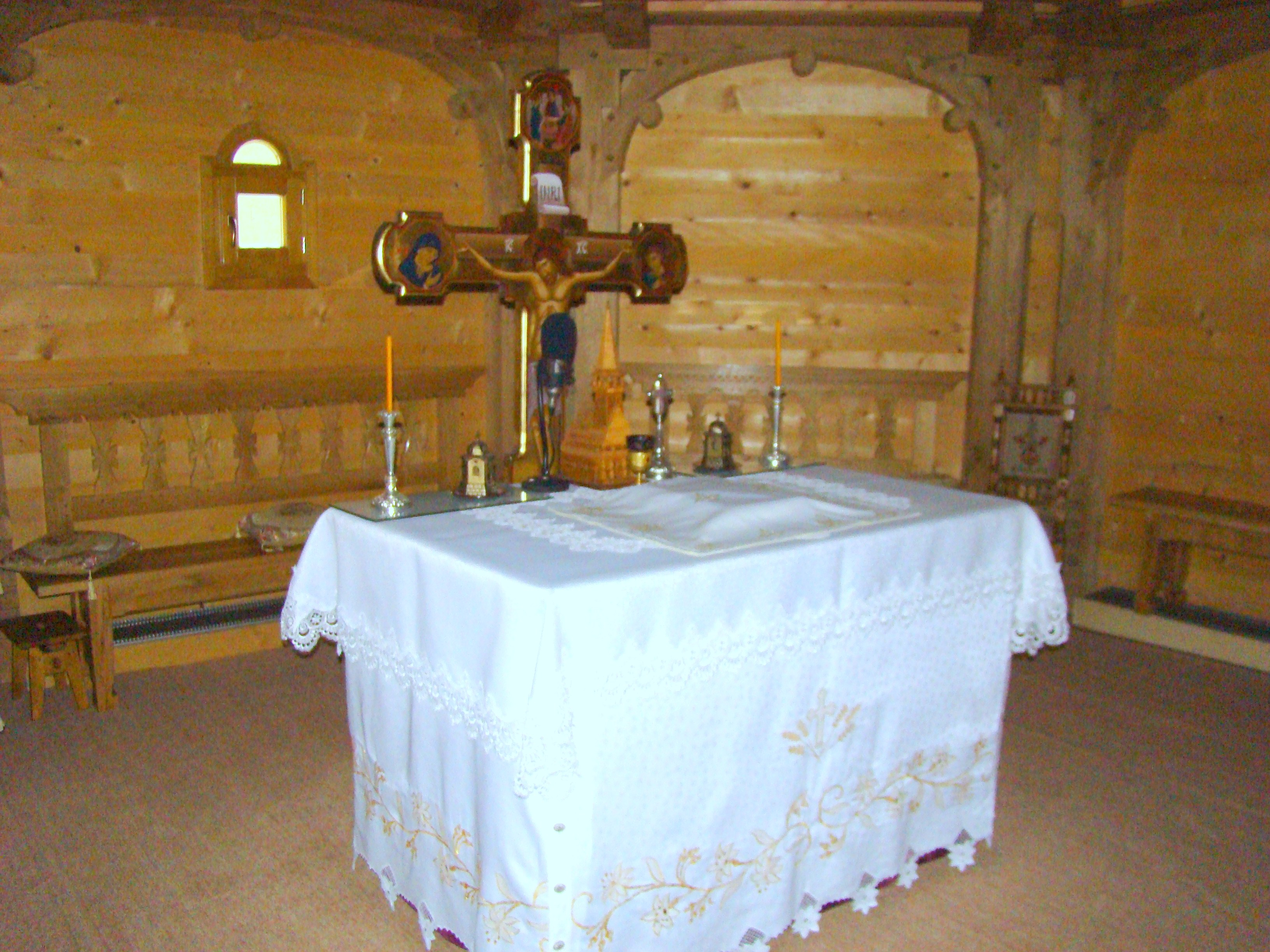
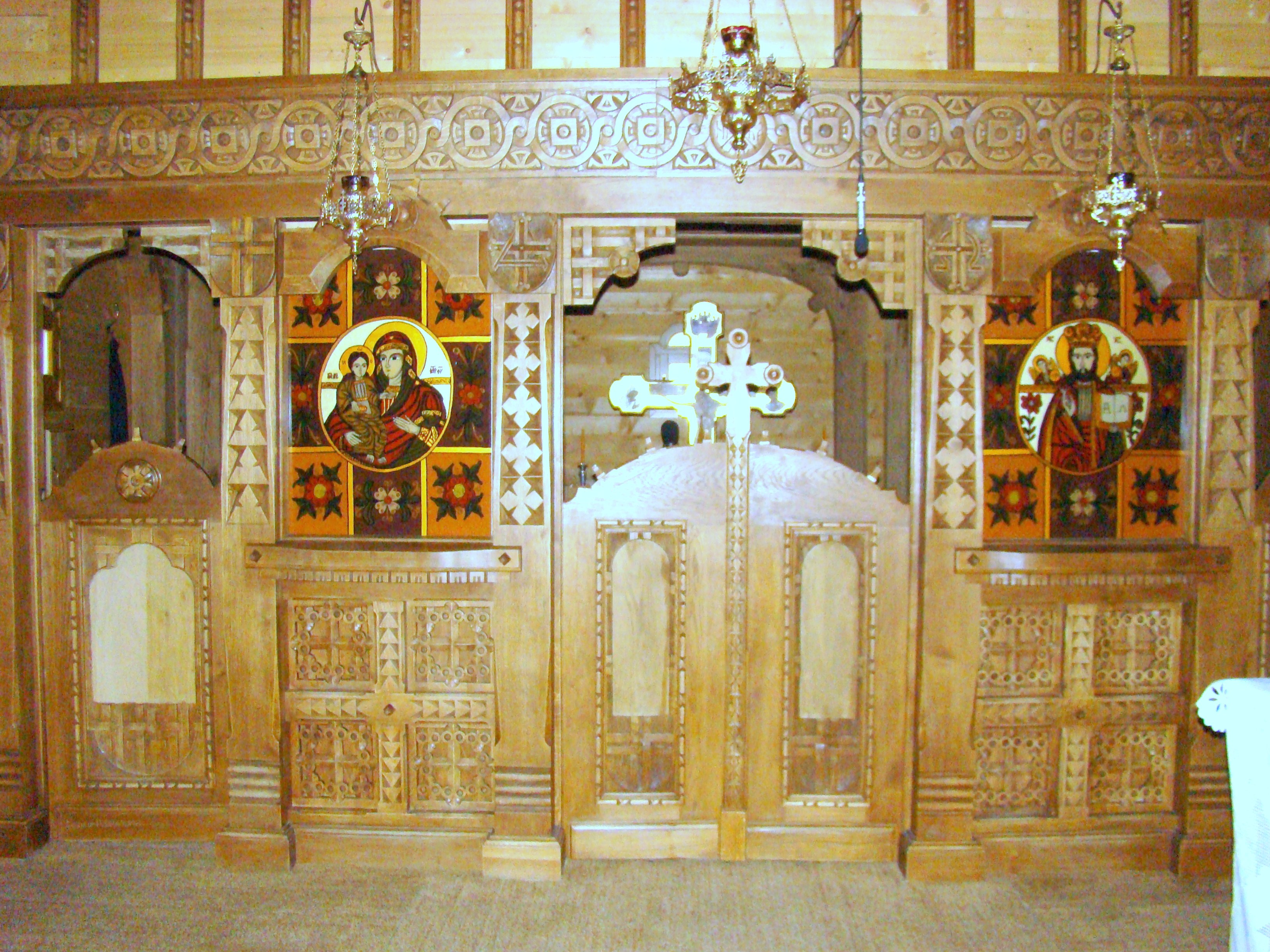
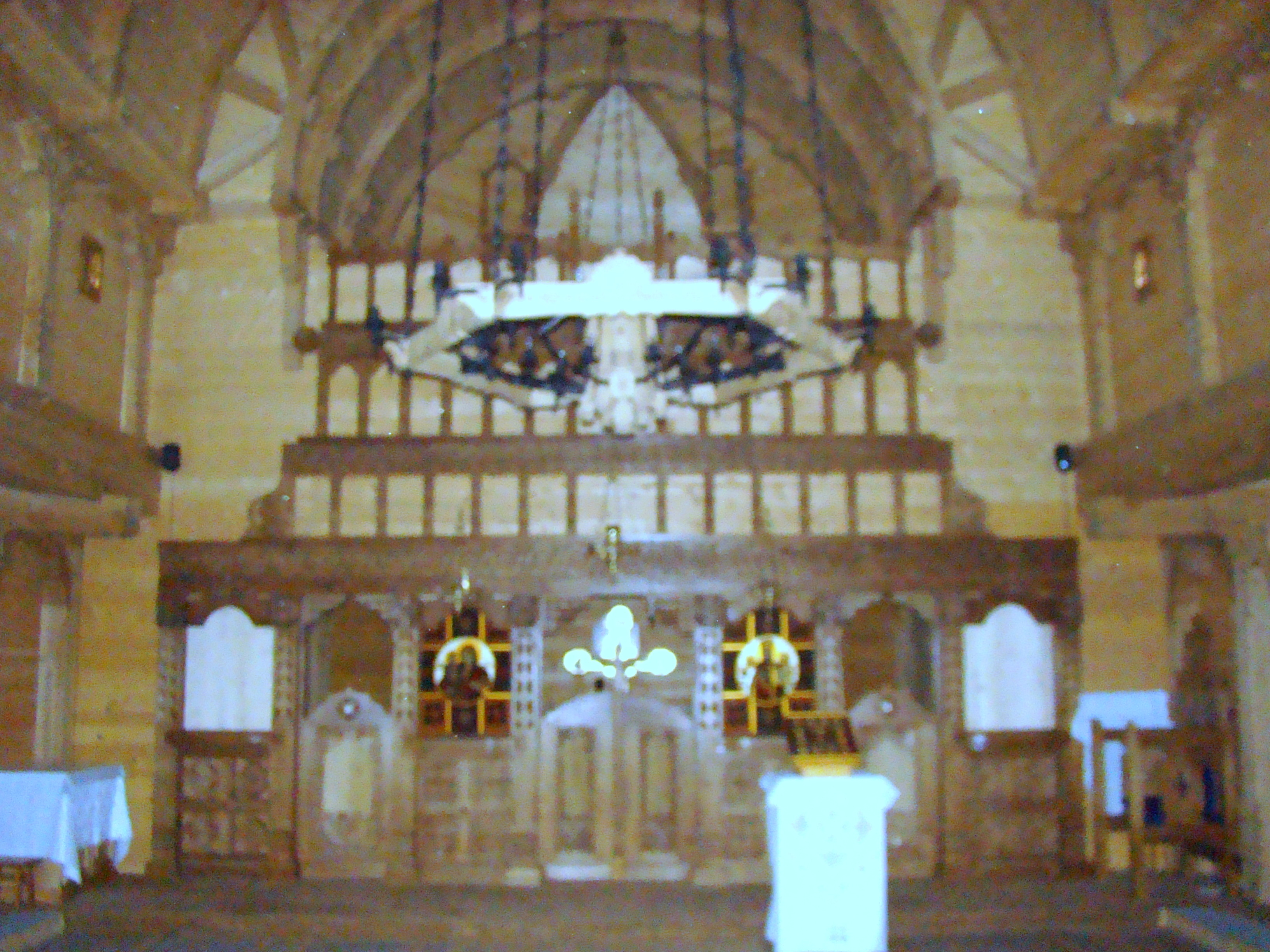
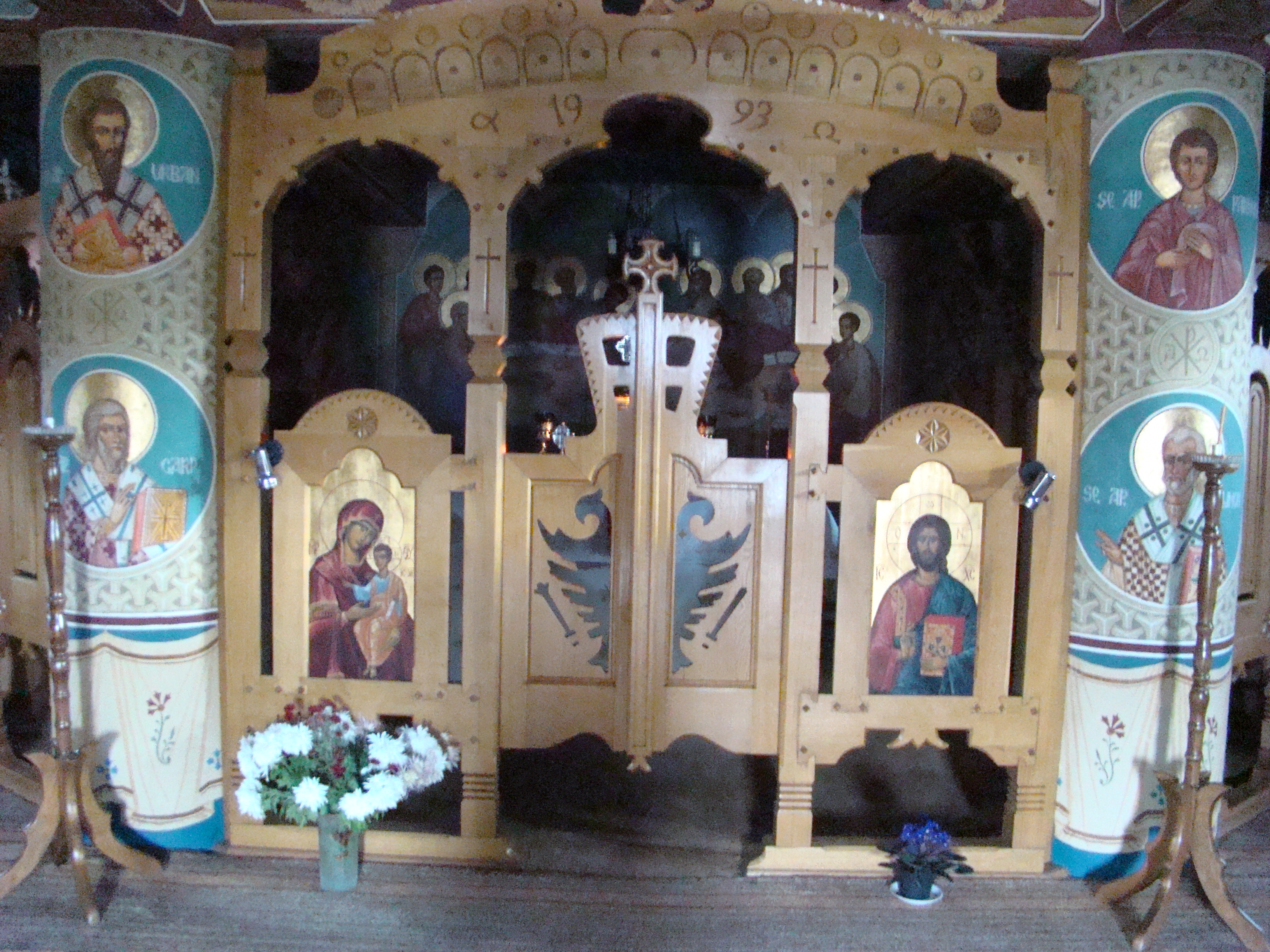
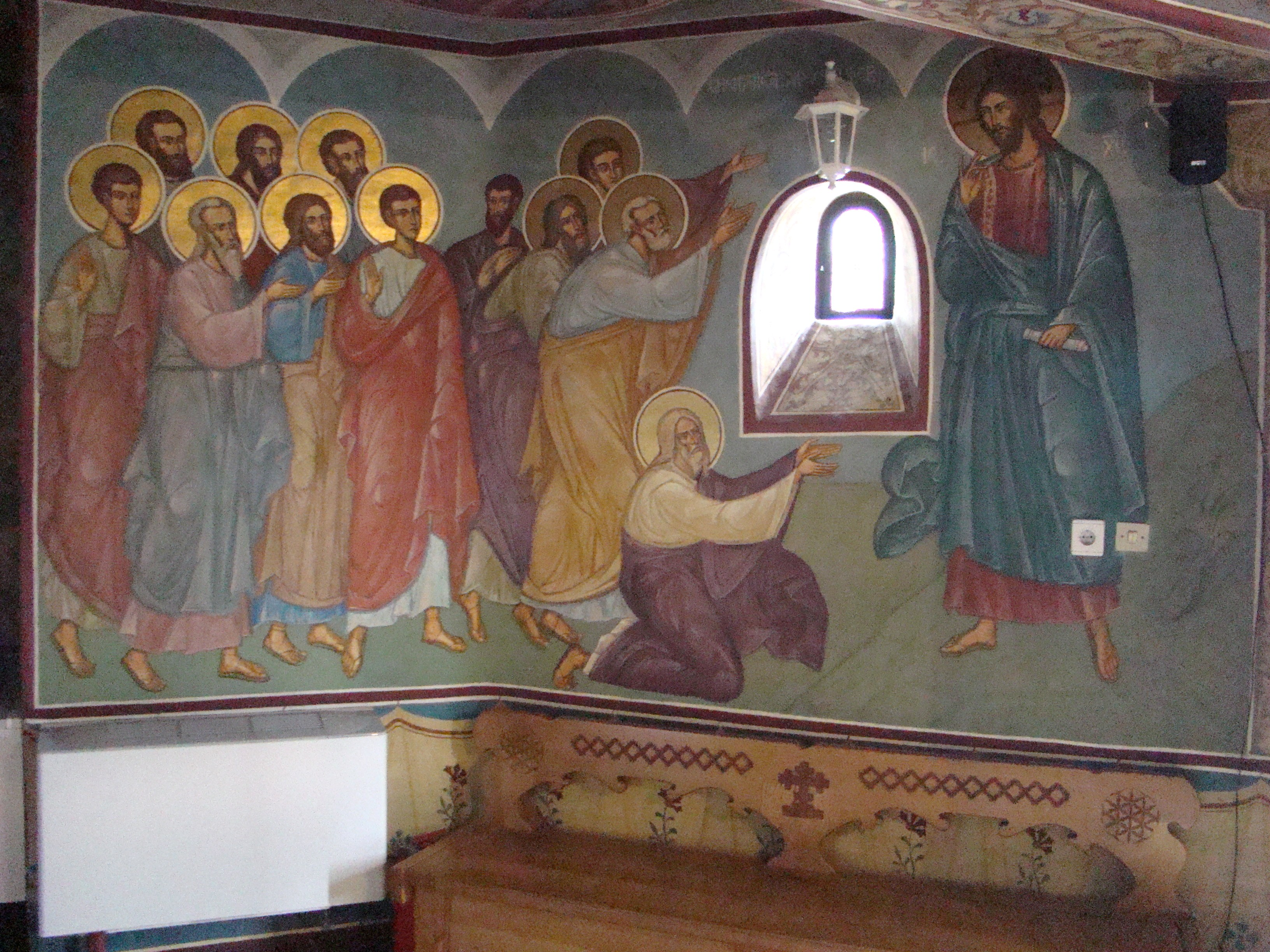
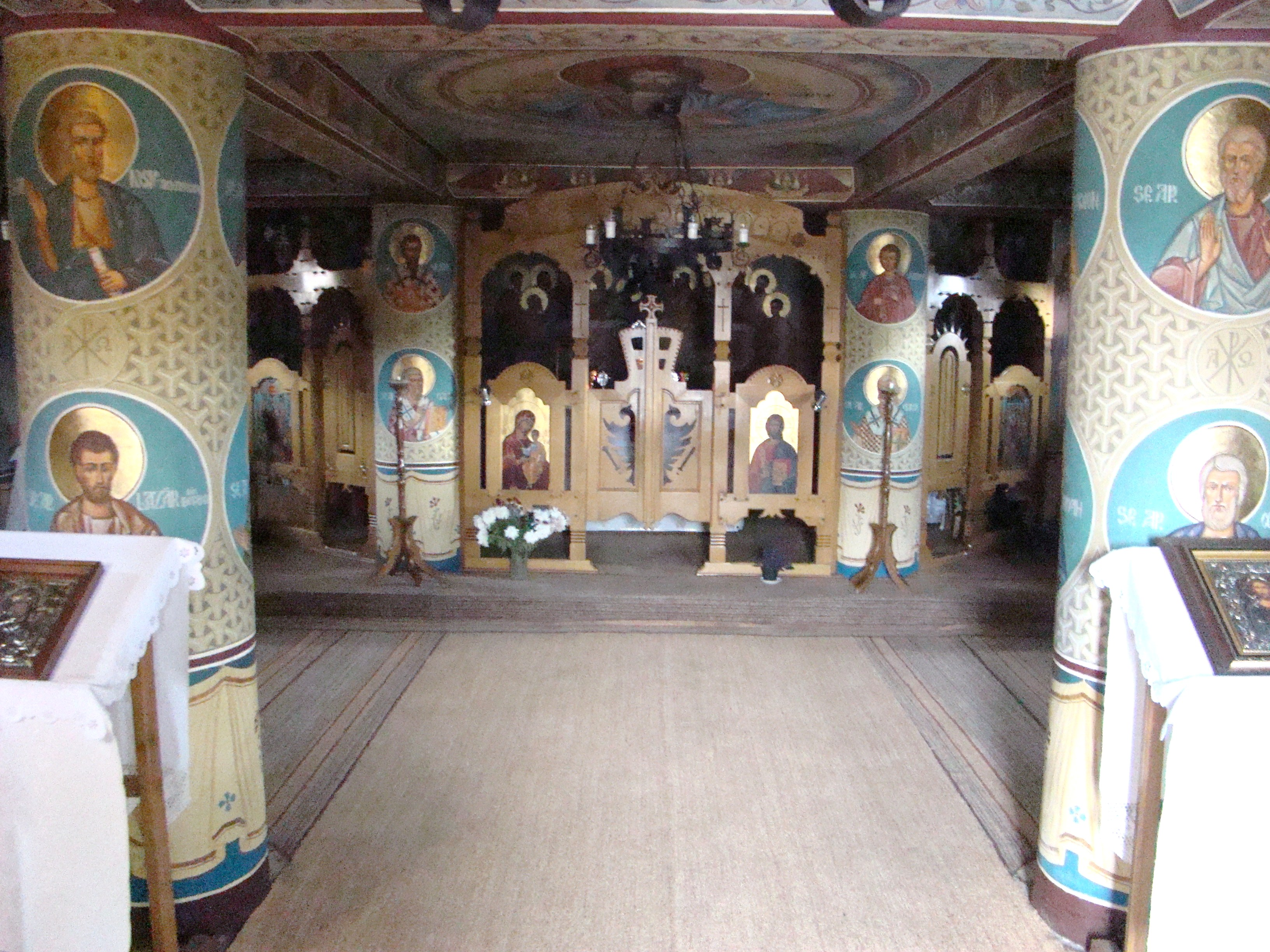
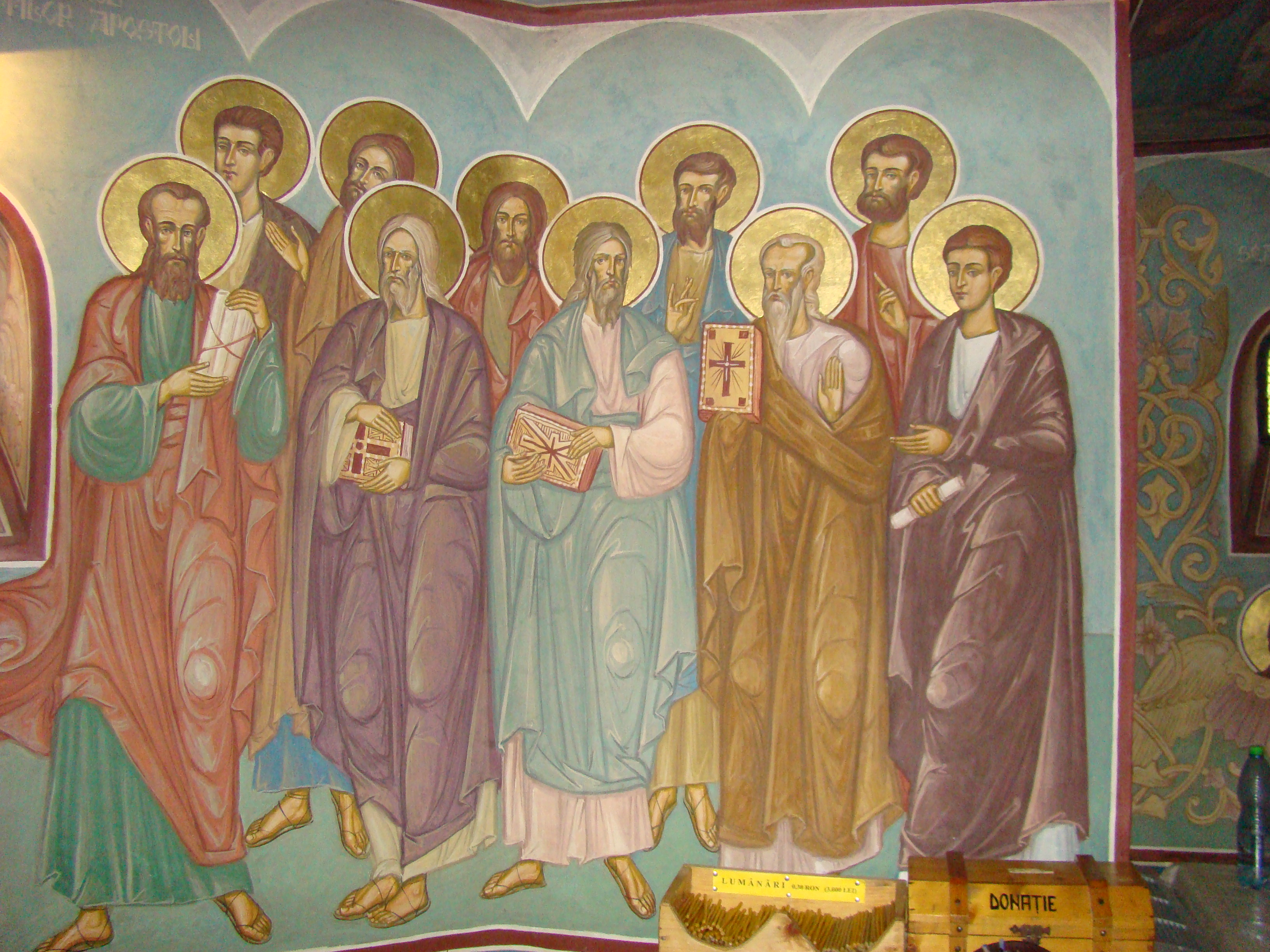
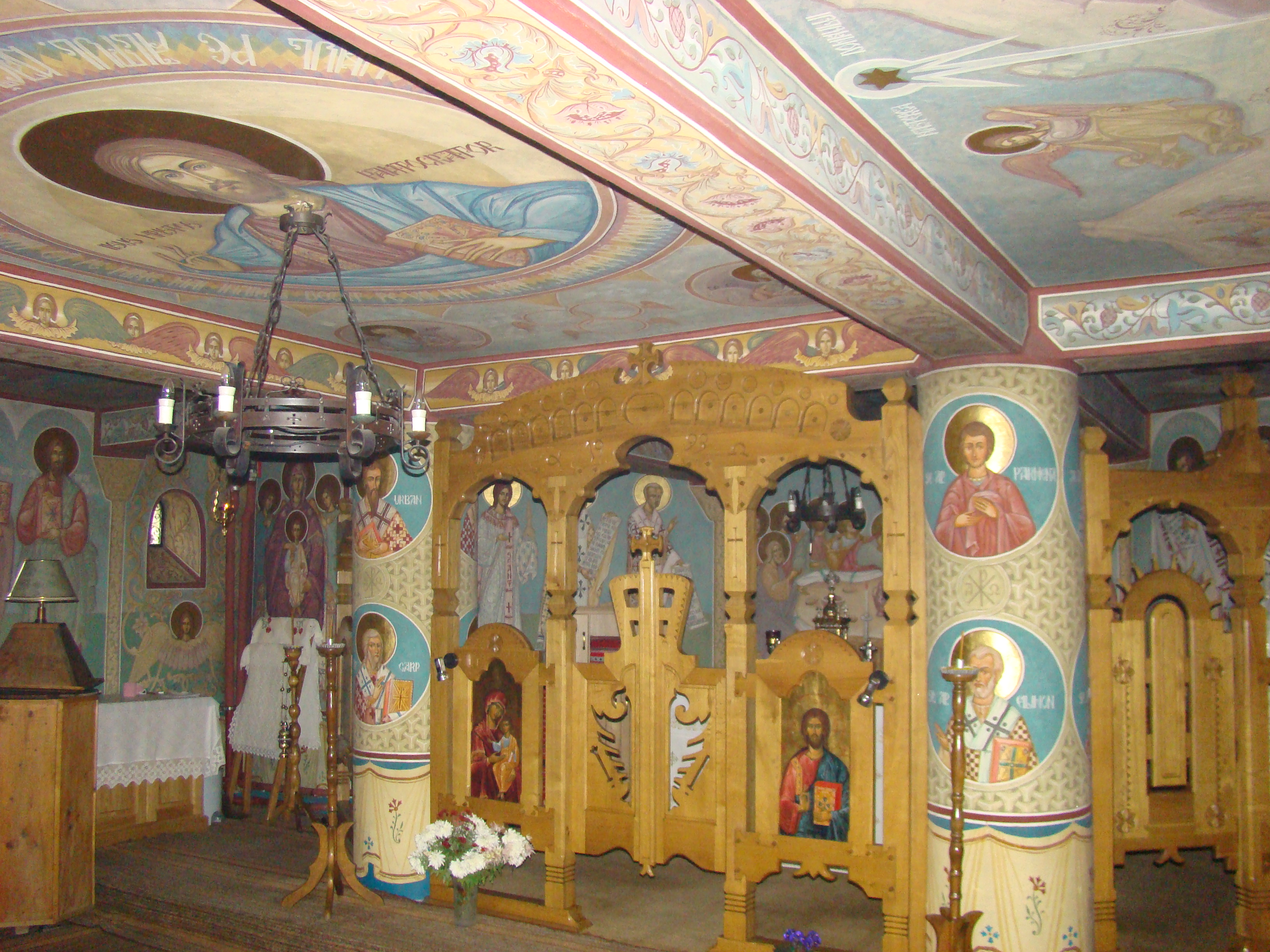
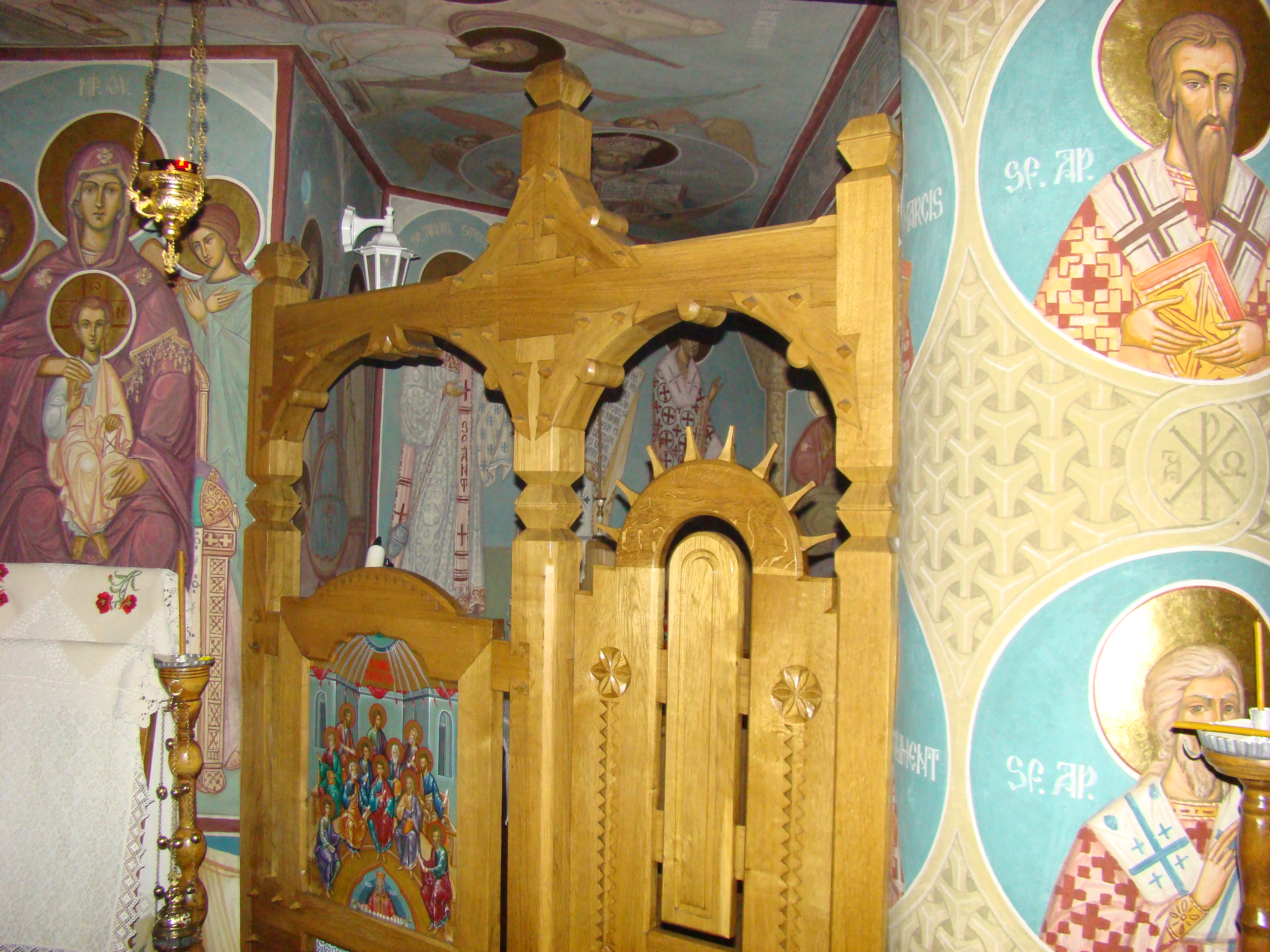
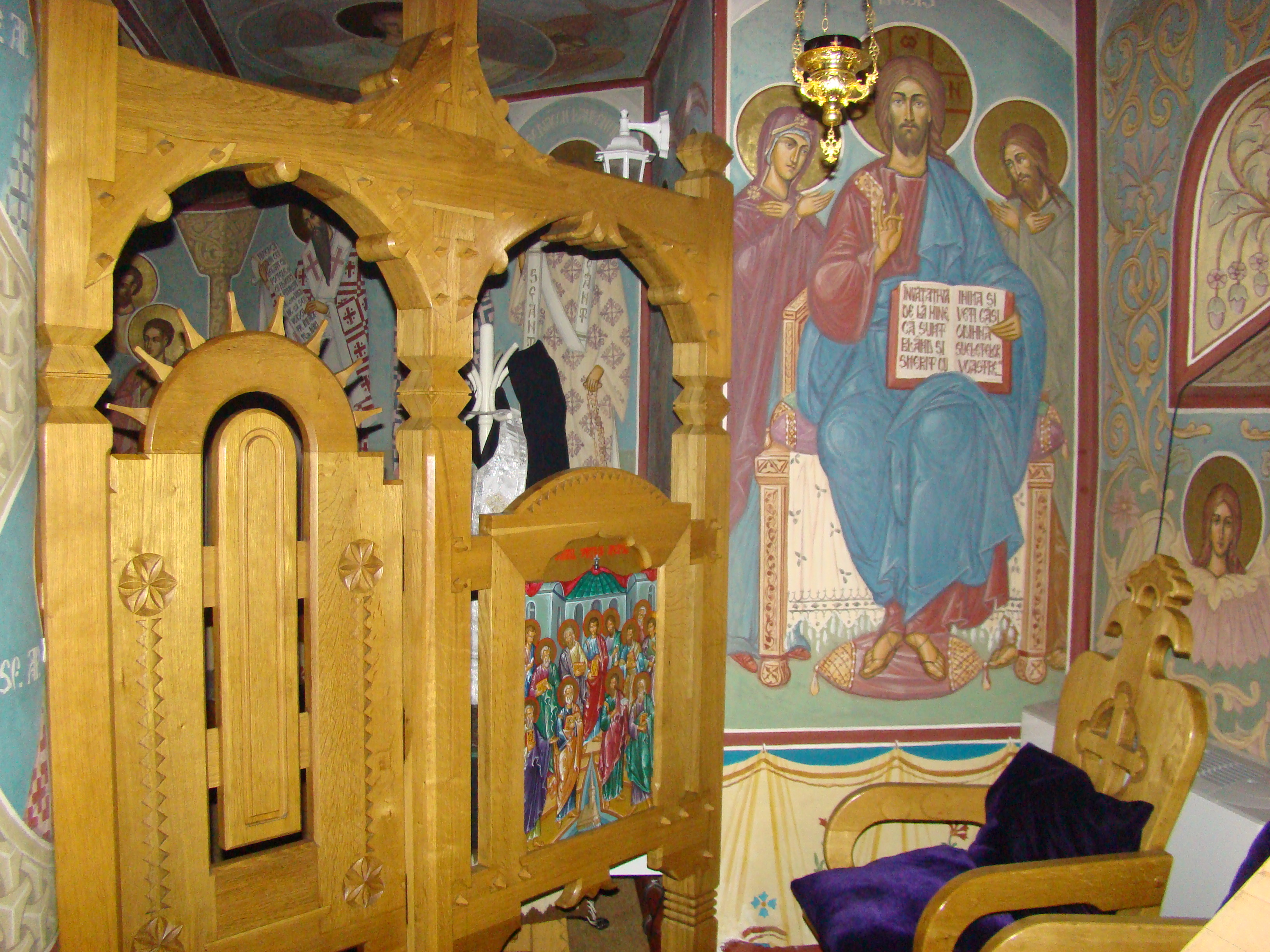
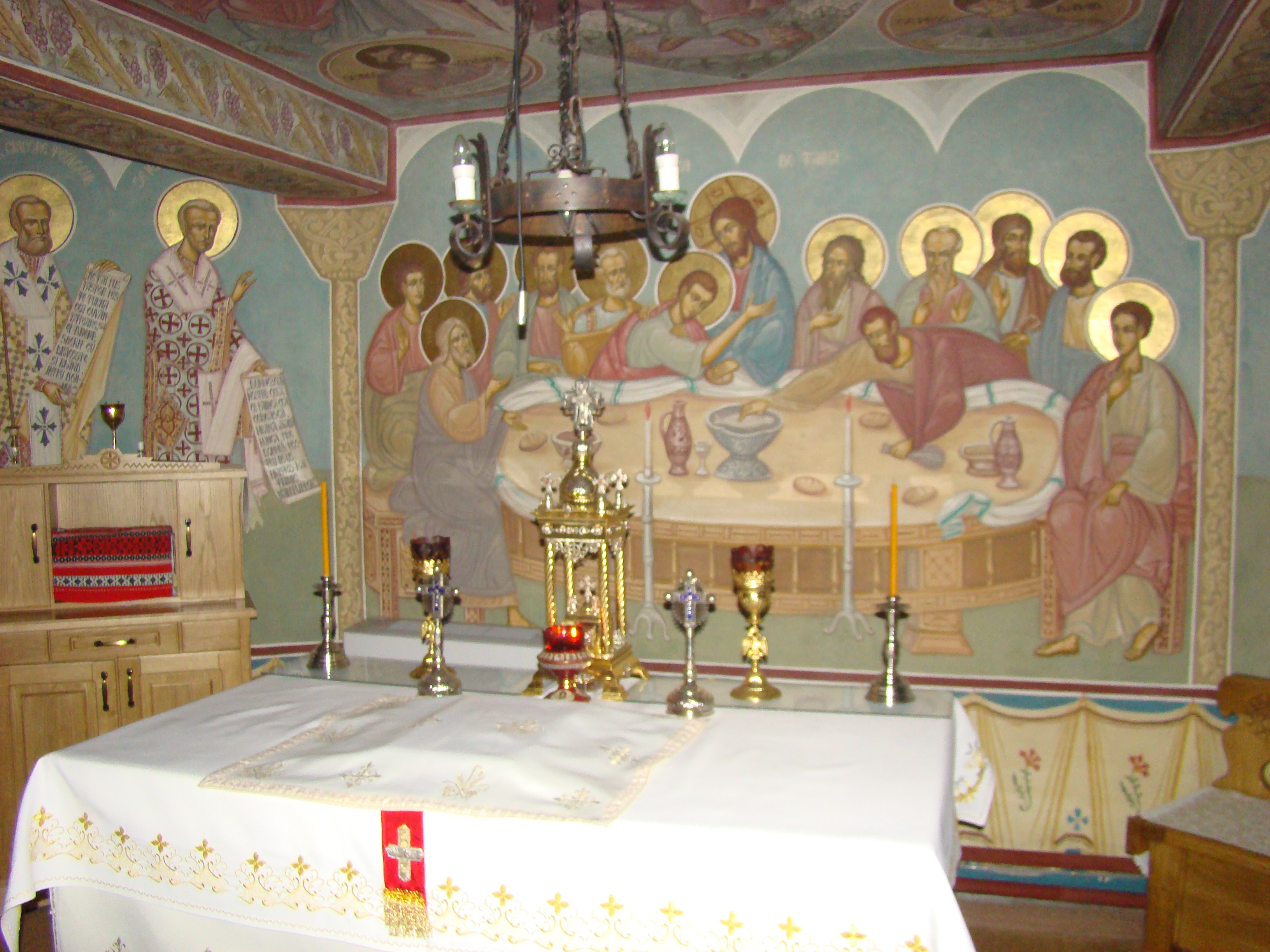
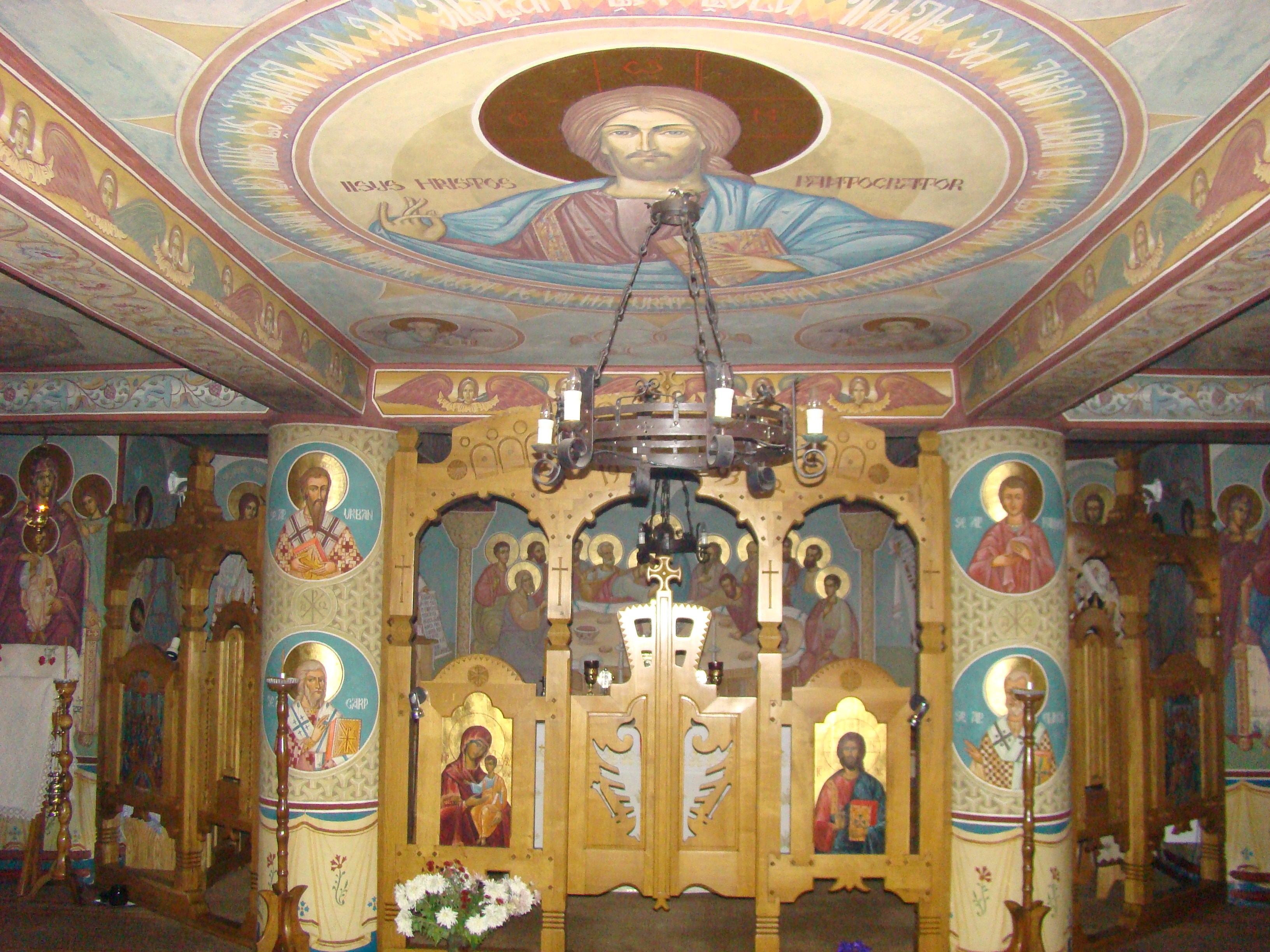
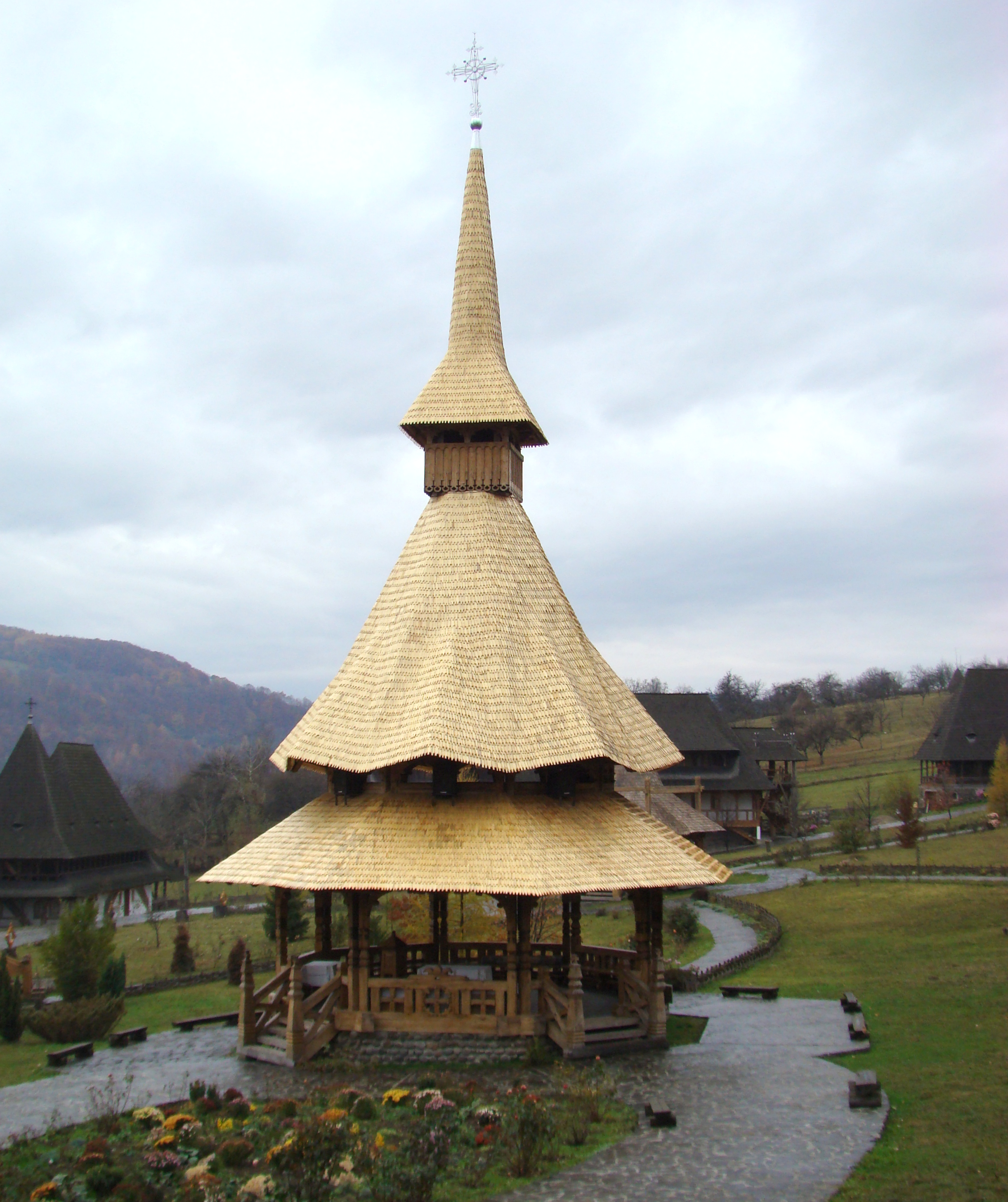
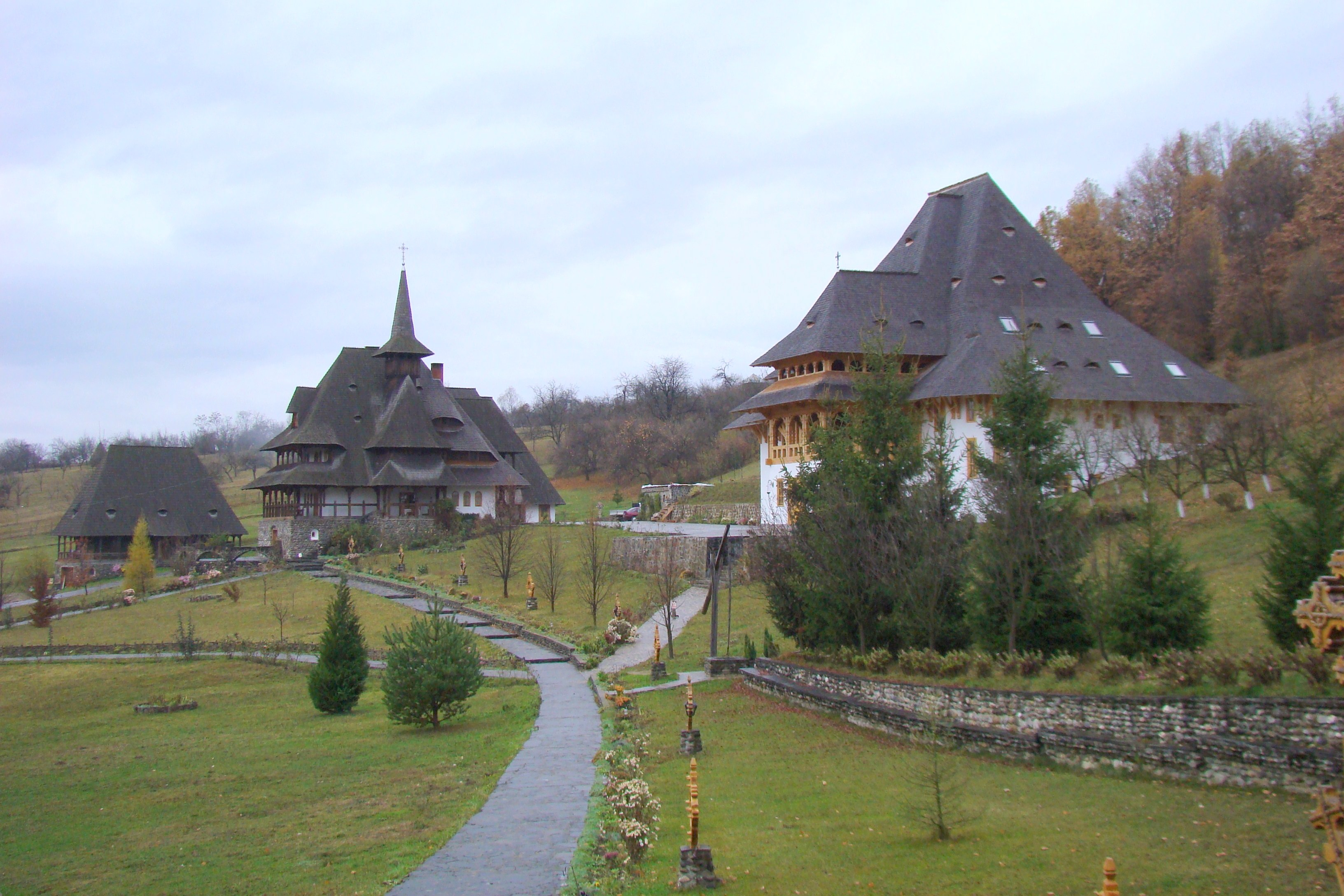
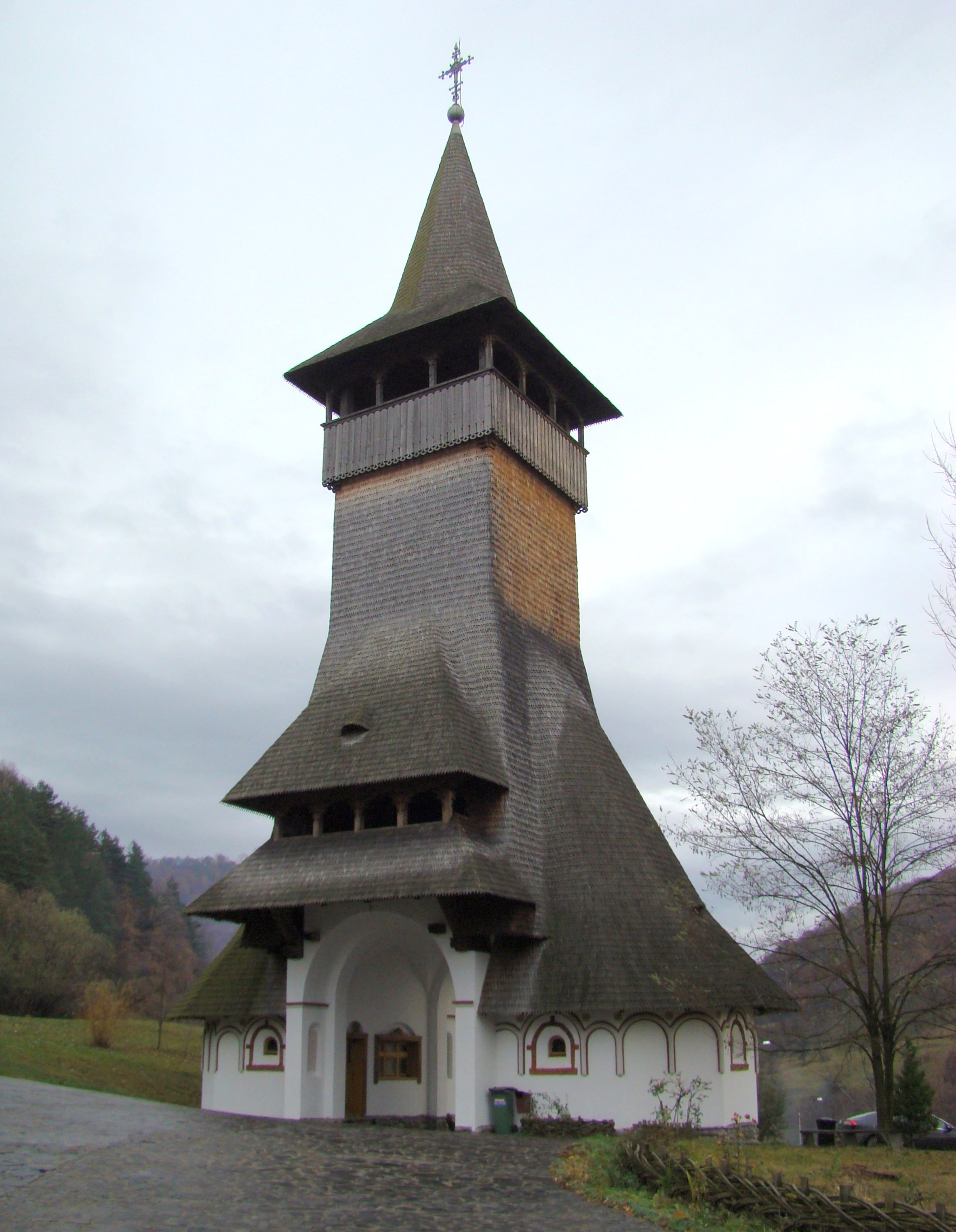
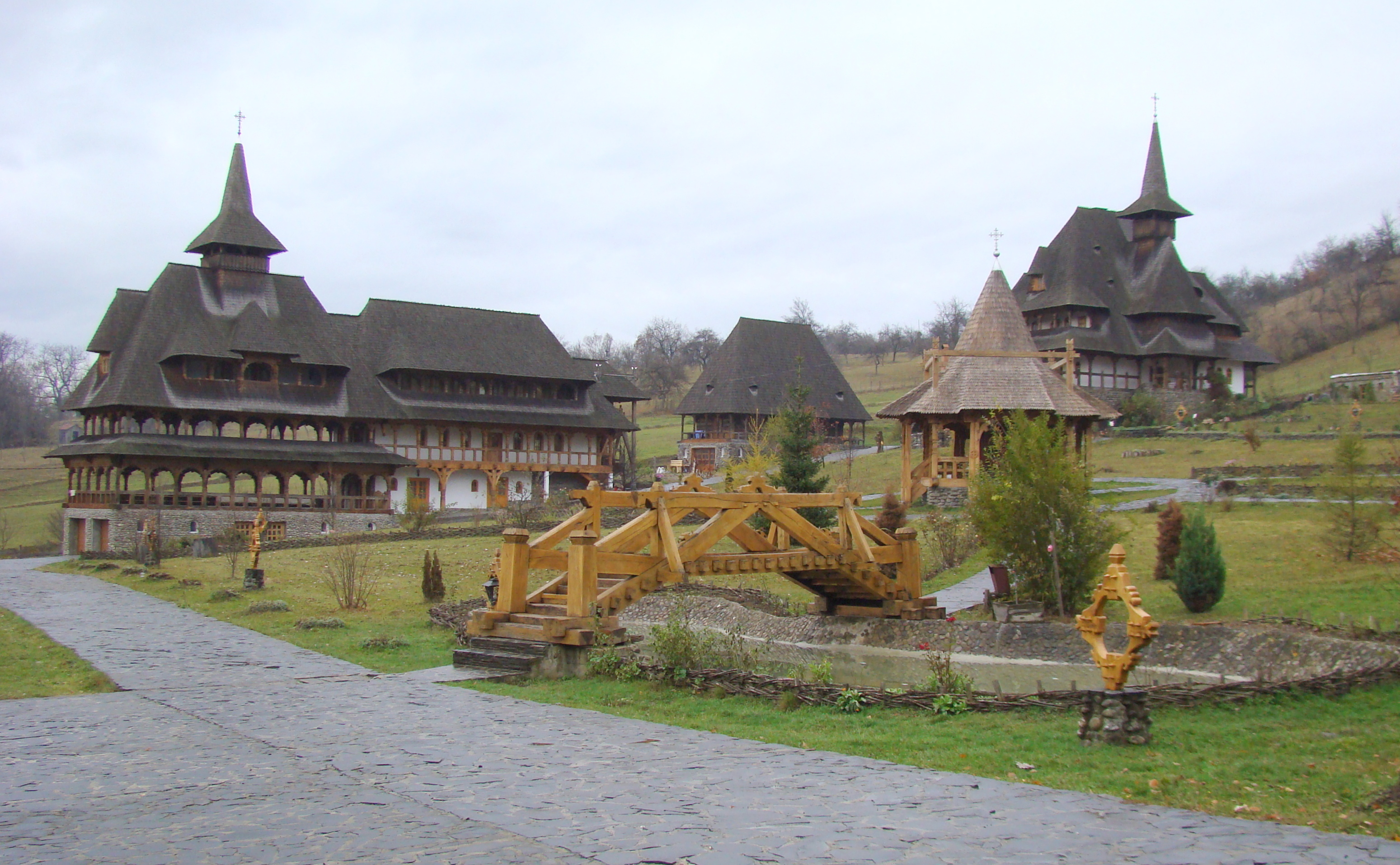
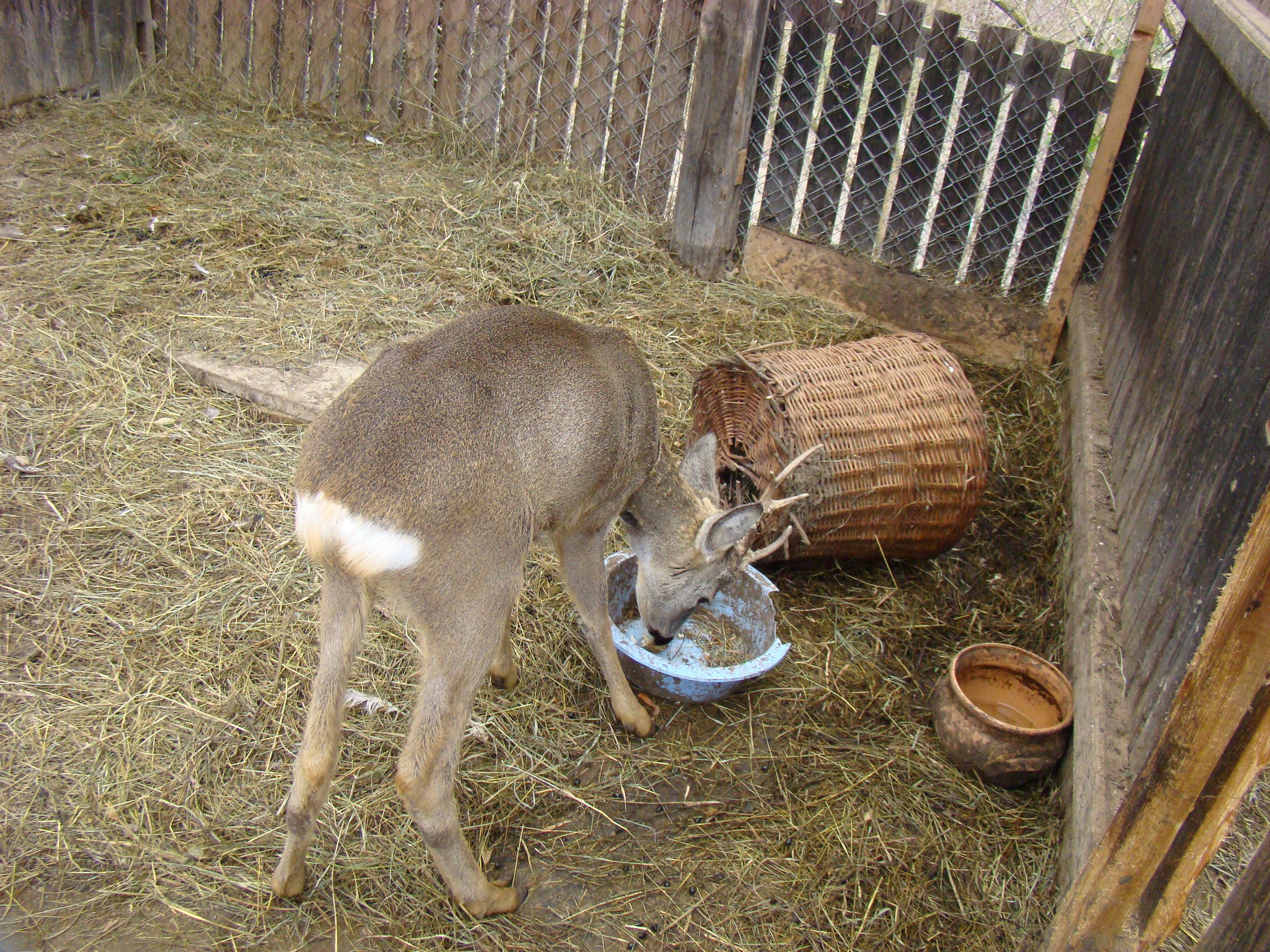
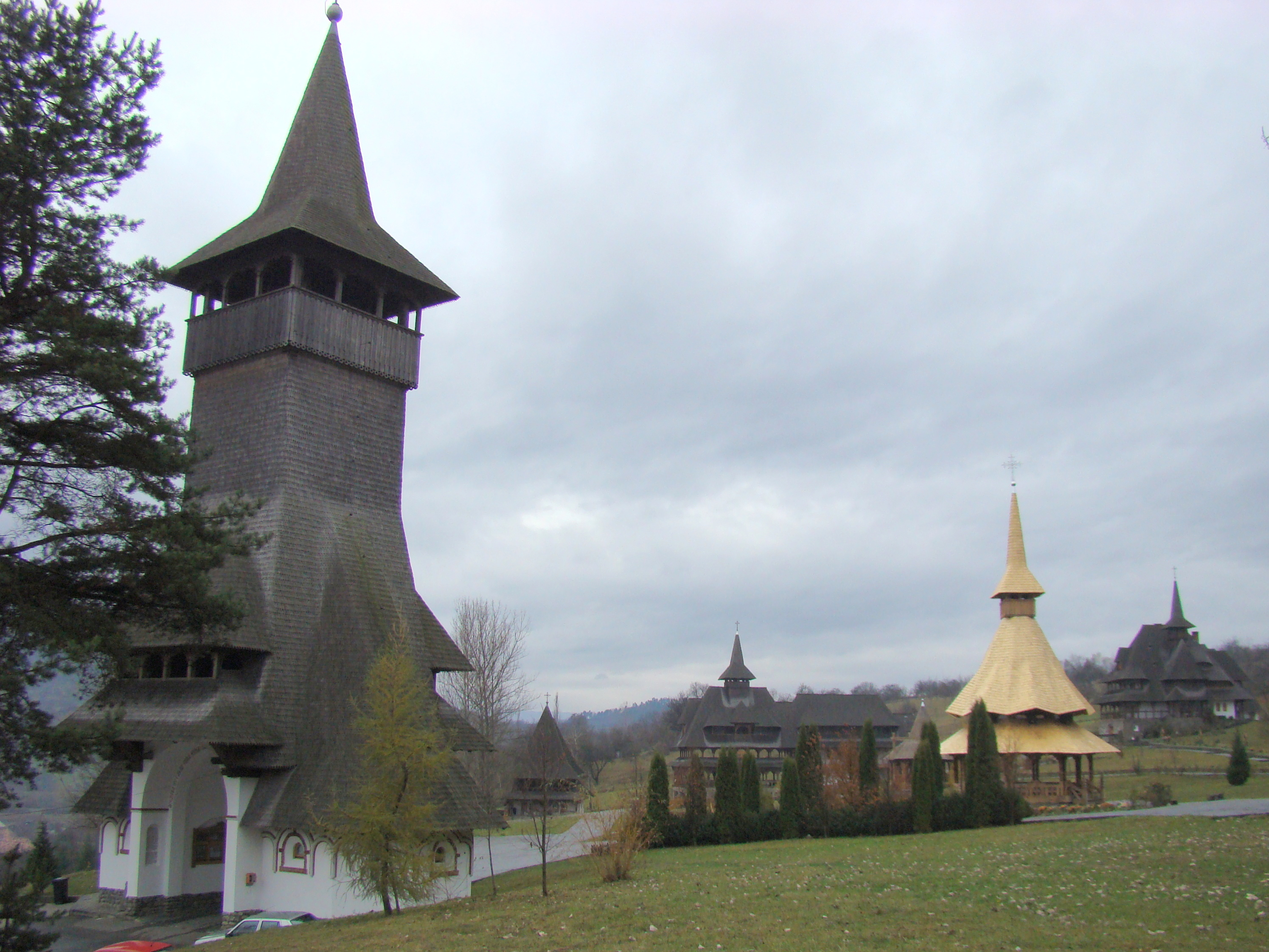
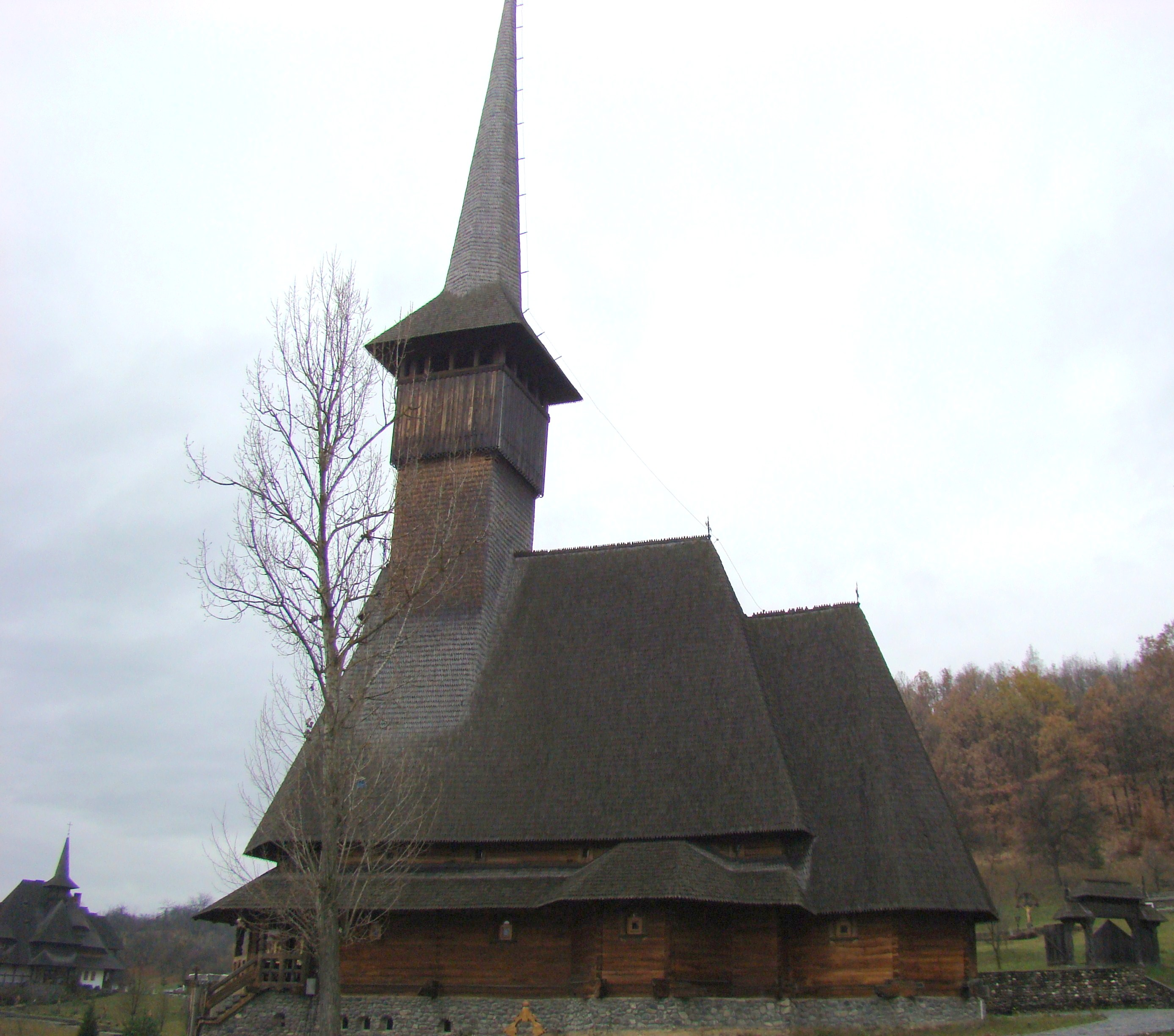
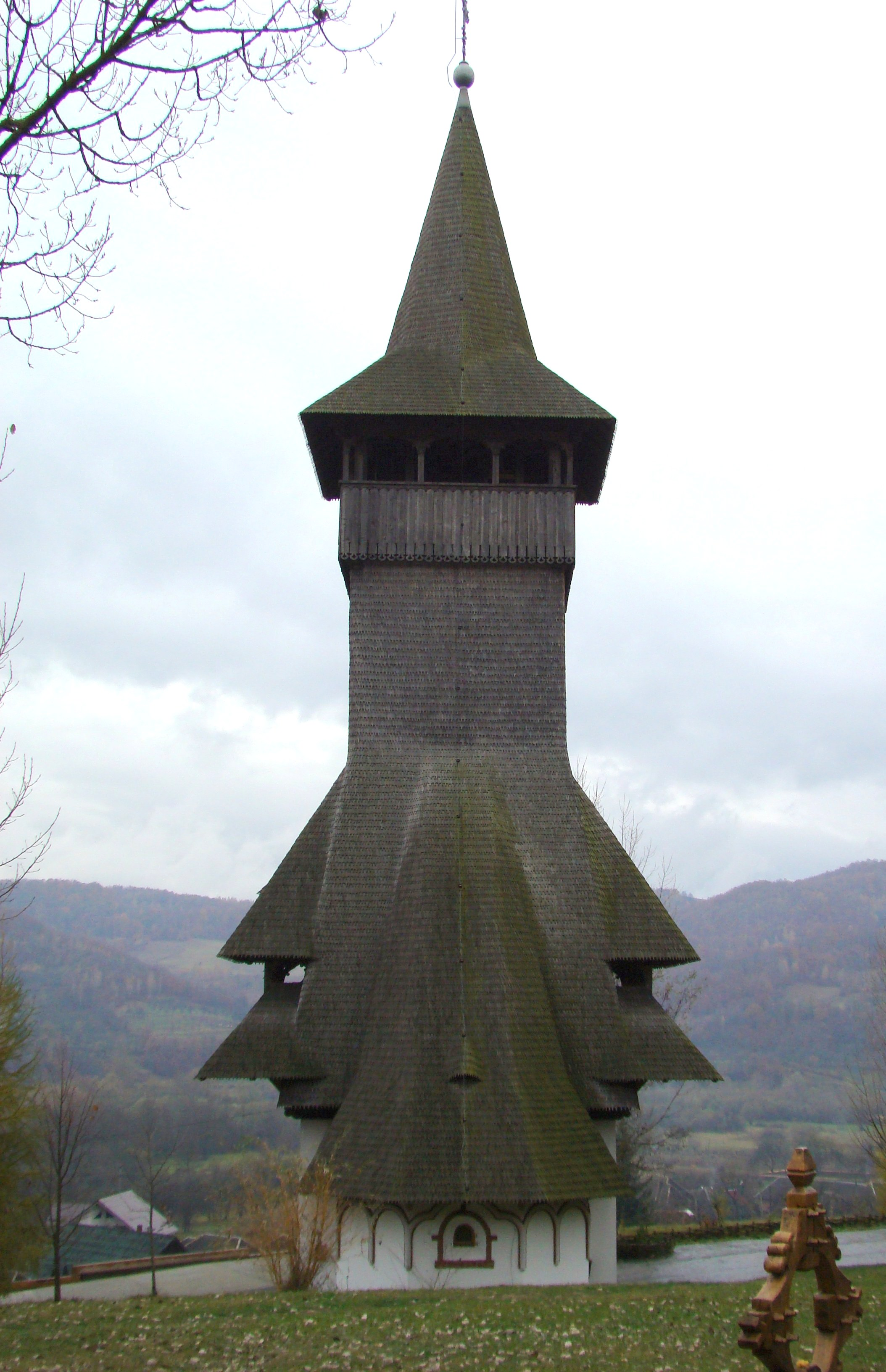
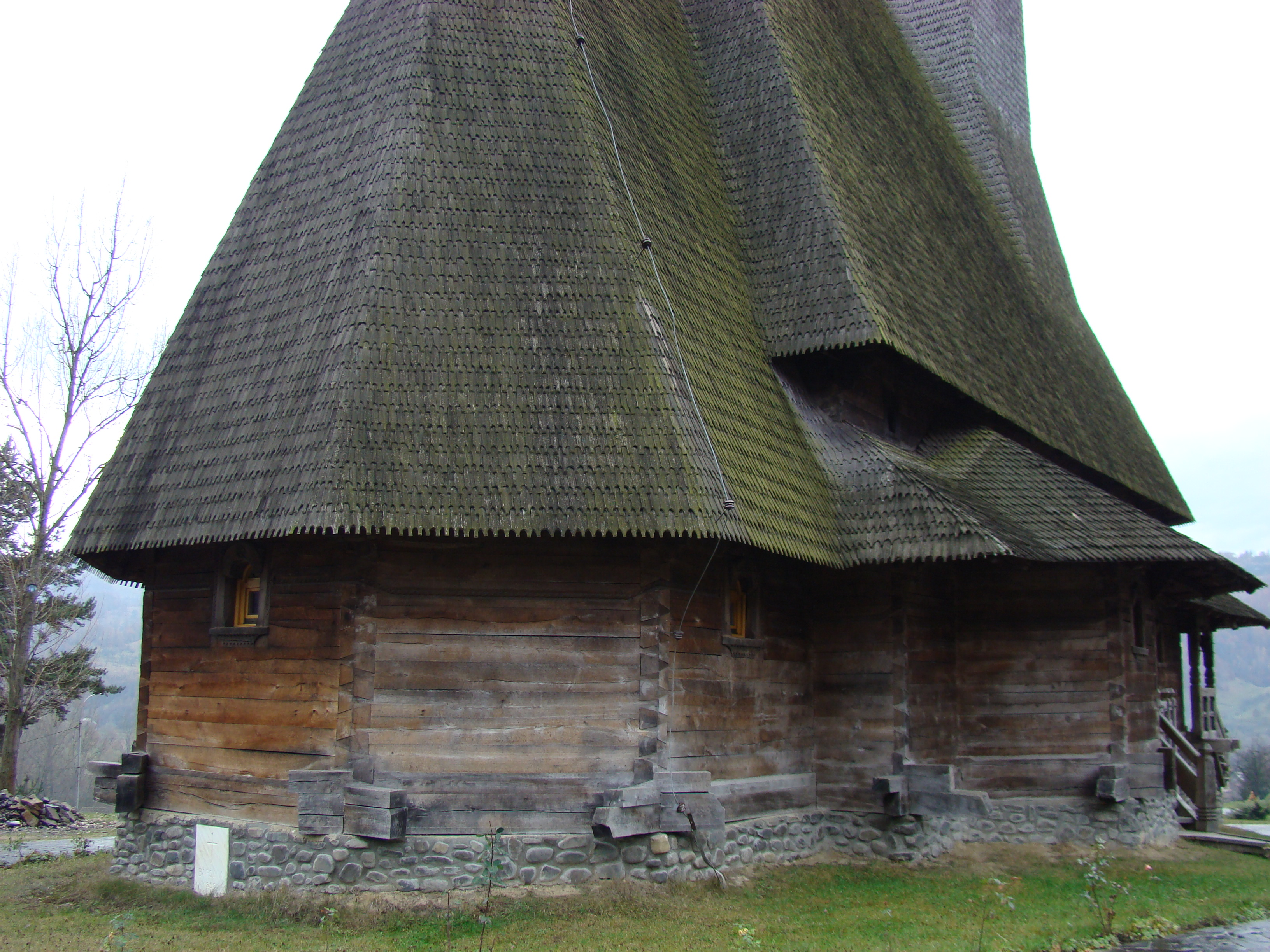
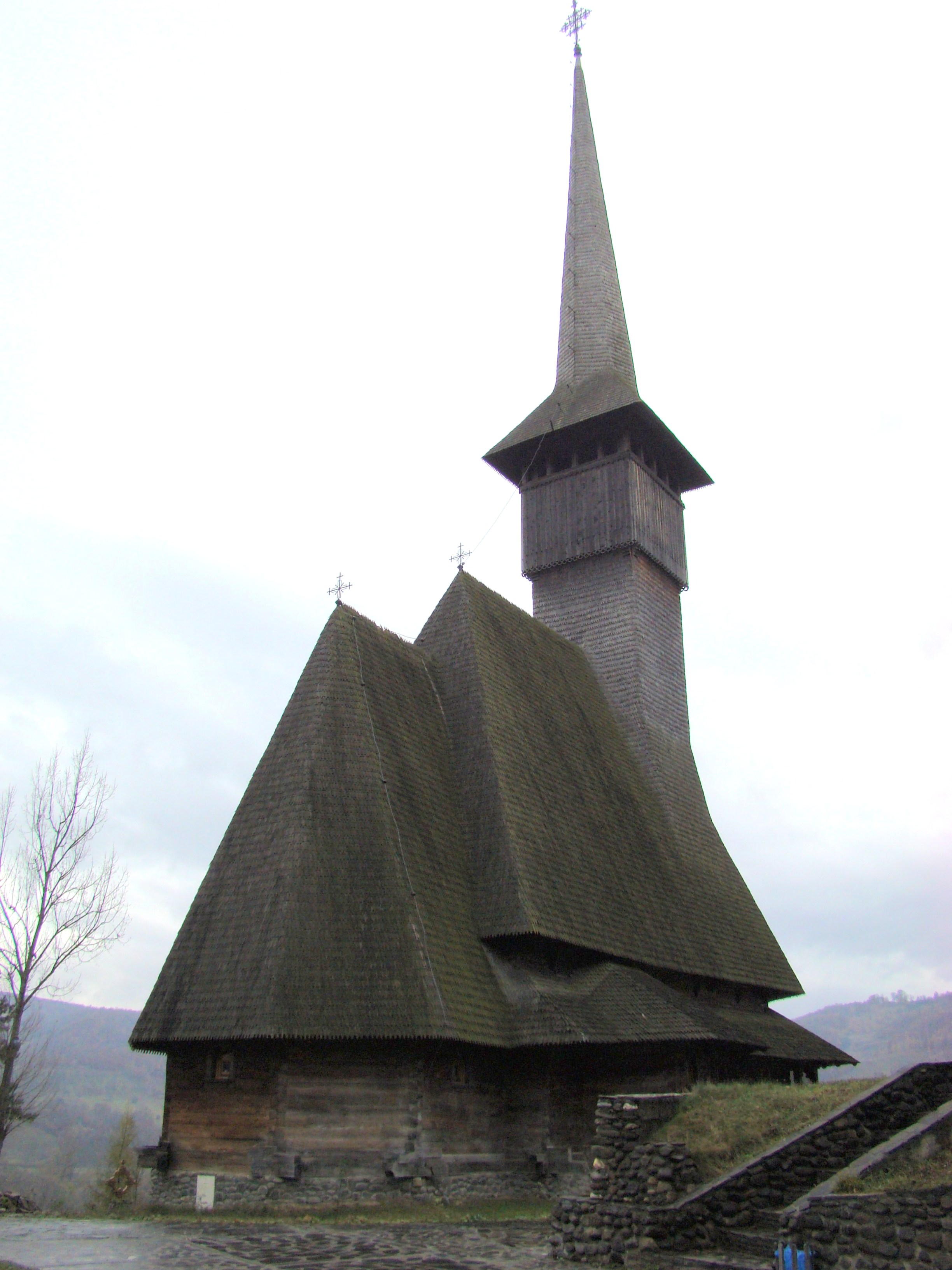
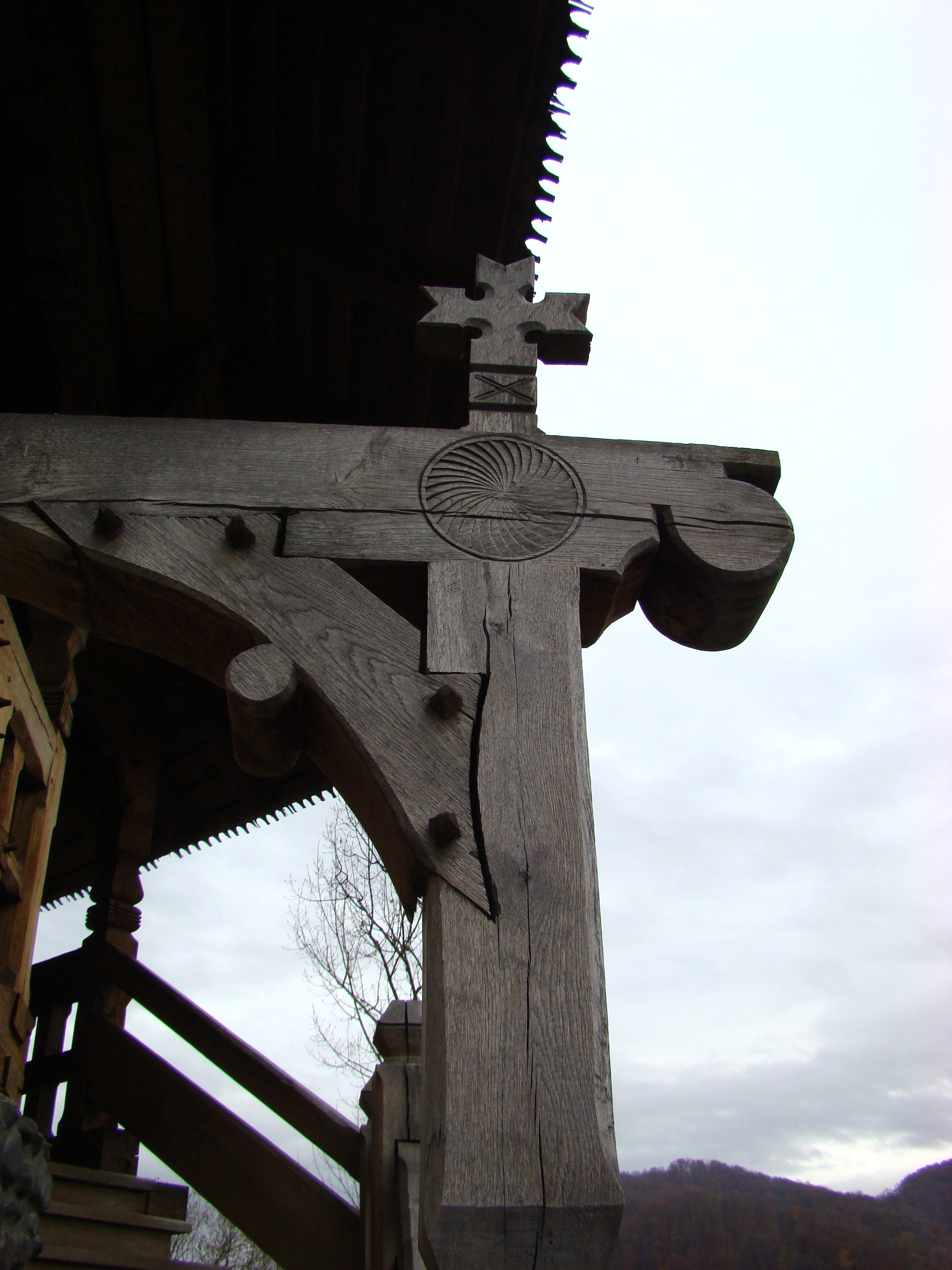
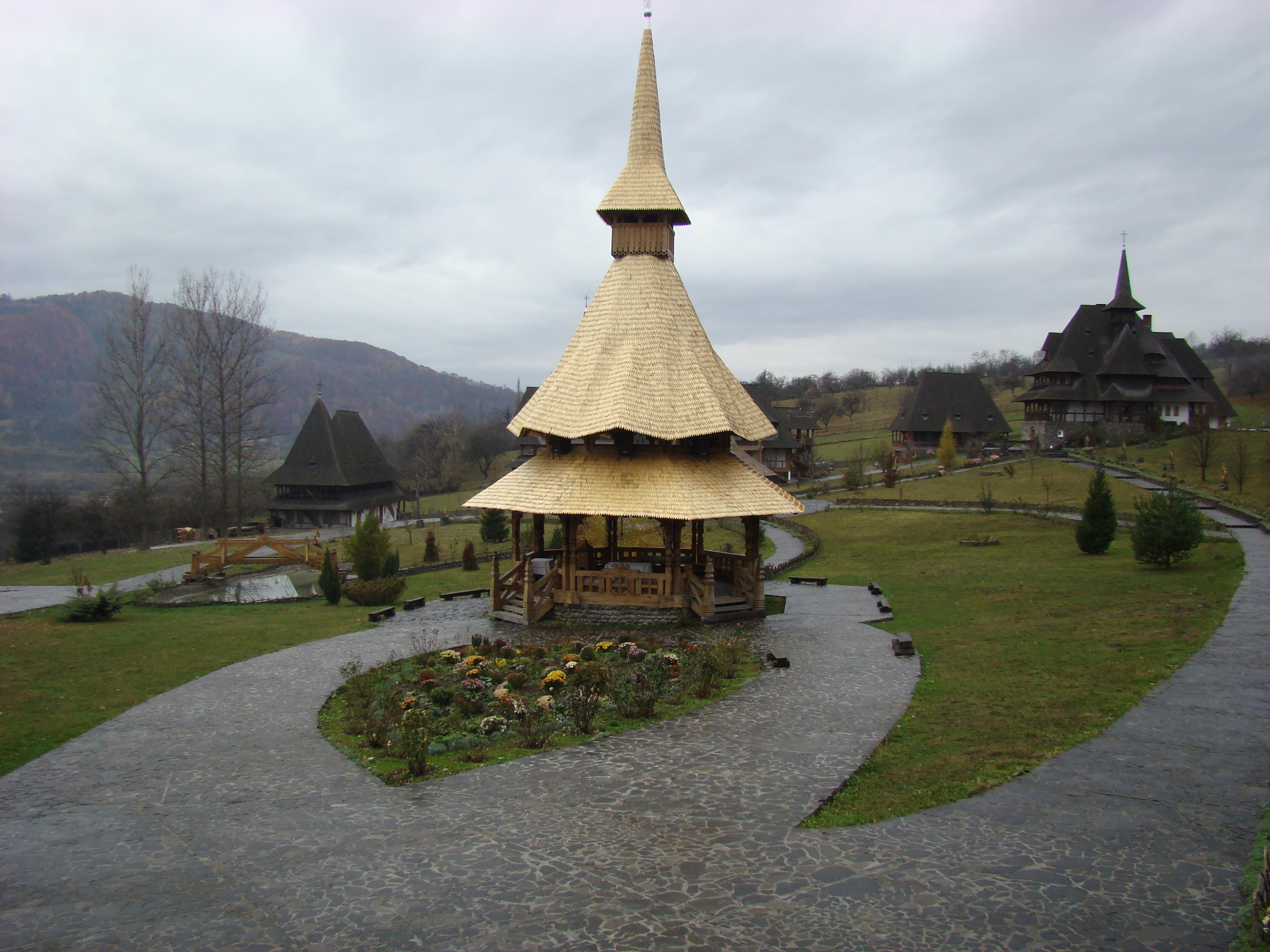
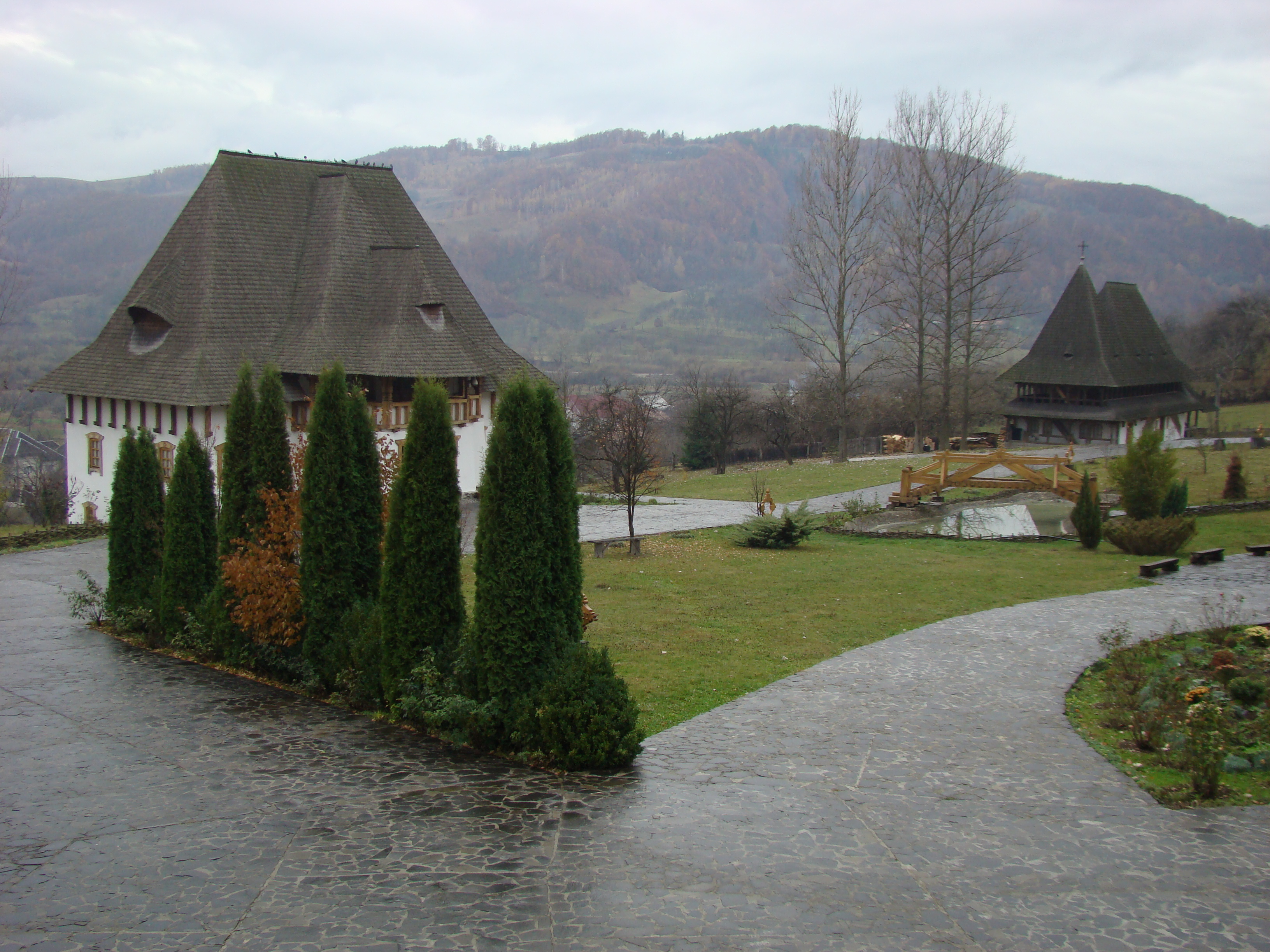
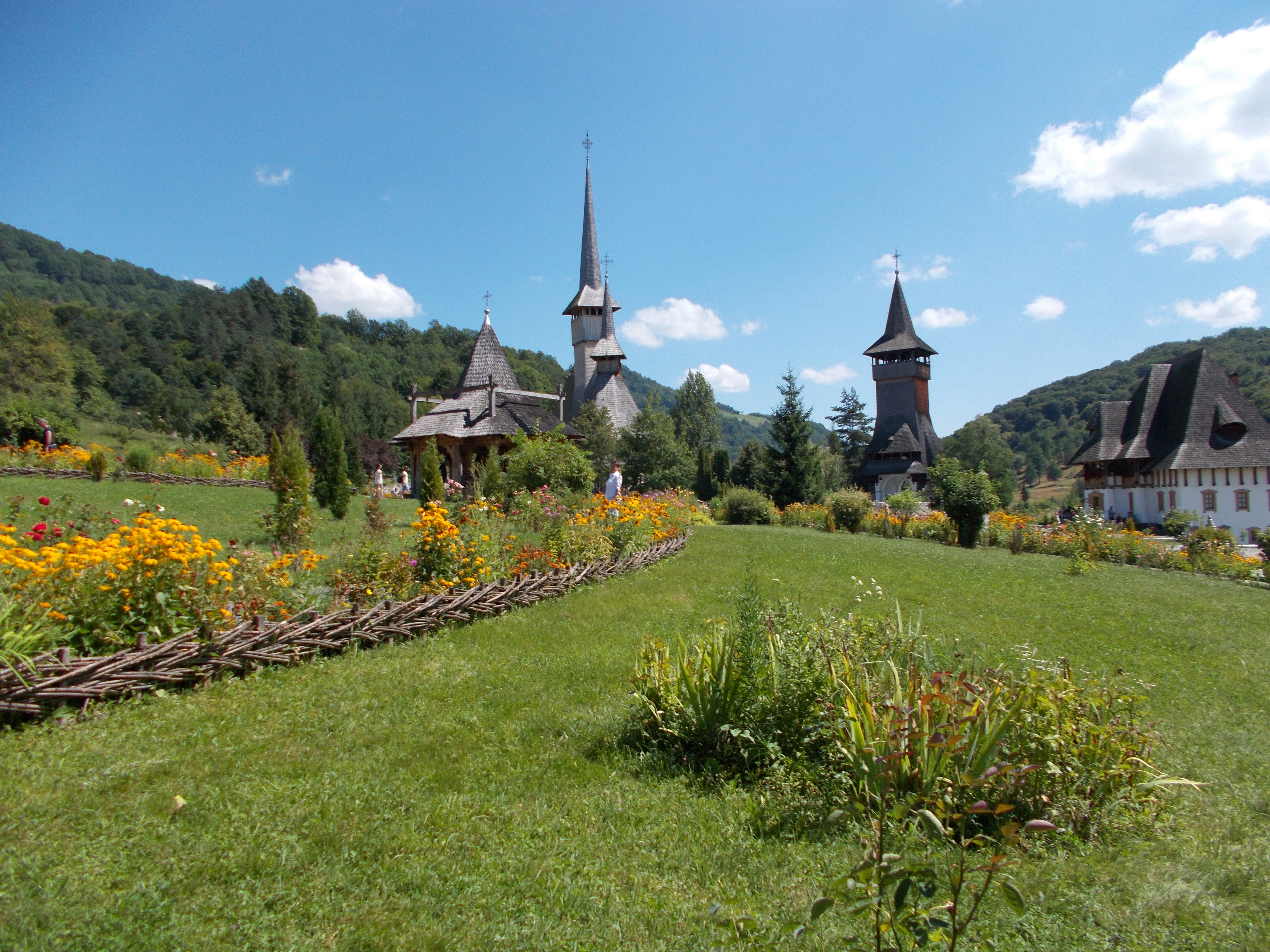
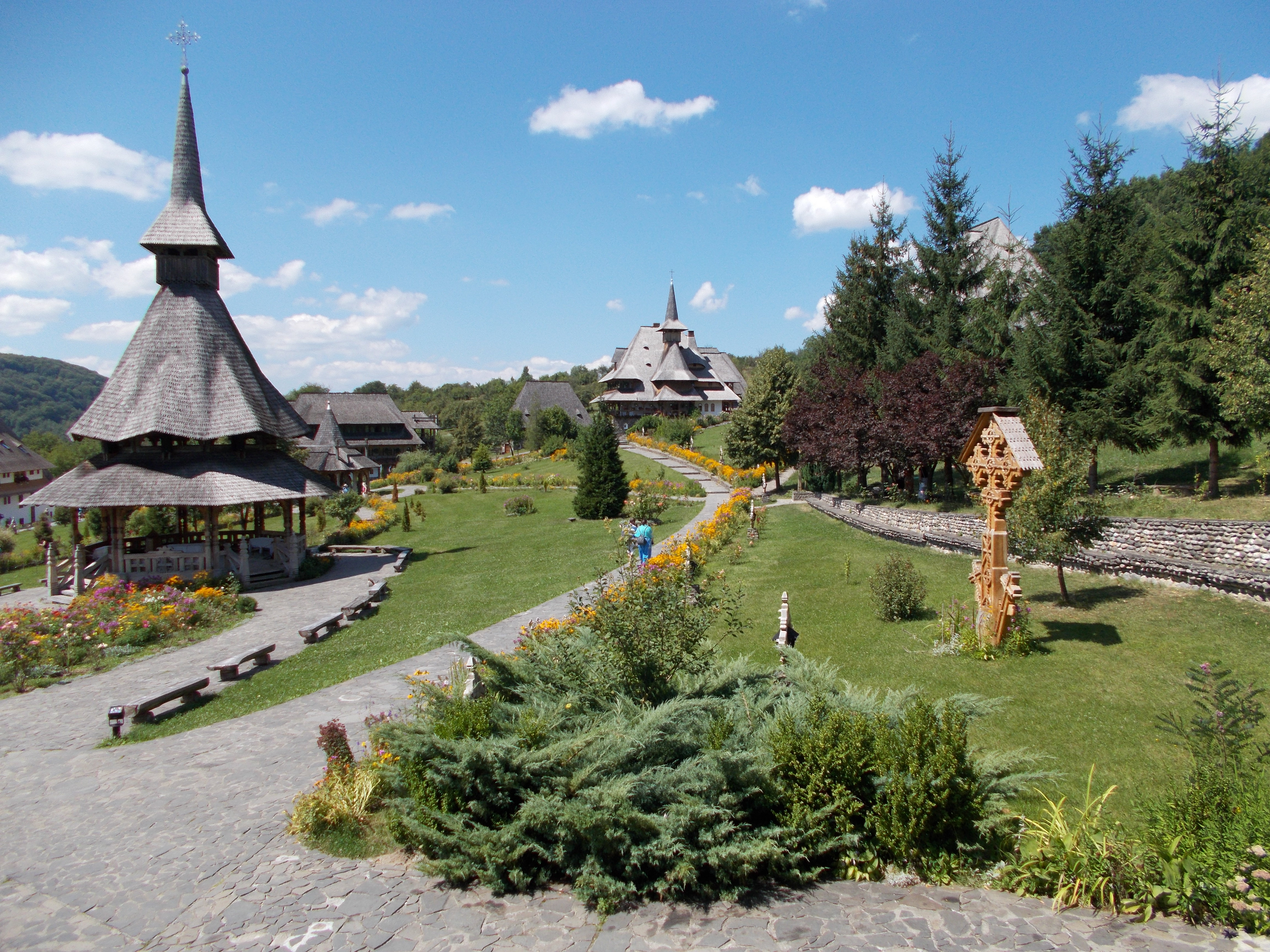